# Liste der Polizeiruf-110-Folgen

Das aktuelle Polizeiruf-110-Logo

Die Liste der Polizeiruf-110-Folgen enthält alle Filme der Krimireihe Polizeiruf 110.

## Gesendete Folgen
Die Nummerierung der Folgen richtet sich nach Peter Hoffs Buch Polizeiruf 110 – Filme, Fälle, Fakten. Filme, die zwar als Polizeiruf gedreht, aber nicht im Rahmen der Reihe gesendet wurden, werden nicht gezählt; ebenso der 2011 rekonstruierte Film Im Alter von …, da der Film Die verlorene Tochter allgemein als 320. Film der Reihe gilt. Nicht aufgenommen wurde die Folge Rosis Mann, die von März bis April 1984 gedreht, jedoch nicht gesendet wurde und als vernichtet gilt.
Da sich die Ermittlerteams immer neu zusammensetzten und um für jeden Ermittler die genaue Episodenanzahl zu erhalten, werden die Fälle für jeden Ermittler einzeln und nicht als Team geführt.
| Nr. | Titel                                       | Sender                               | Erstausstr.   | Ermittler                                                 | Fall                                                 | Autor                                                                                      | Regie                                       | Besonderheiten |
| --- | ------------------------------------------- | ------------------------------------ | ------------- | --------------------------------------------------------- | ---------------------------------------------------- | ------------------------------------------------------------------------------------------ | ------------------------------------------- | --- |
| 1   | Der Fall Lisa Murnau                        | DFF                                  | 27. Juni 1971 | Peter Fuchs, Vera Arndt                                   | Fuchs (1), Arndt (1)                                 | Helmut Krätzig, Hans-Jürgen Faschina                                                       | Helmut Krätzig                              | Schwarz-Weiß-Film (sw) |
| 2   | Die Schrottwaage                            | DFF                                  | 3. Okt. 1971  | Peter Fuchs, Vera Arndt                                   | Fuchs (2), Arndt (2)                                 | Heinz Seibert                                                                              | Heinz Seibert                               | sw; derzeit gibt es nur Film-Fragmente mit Tonspur in einer Gesamtlänge von ca. 10 Minuten. |
| 3   | Die Maske                                   | DFF                                  | 30. Jan. 1972 | Peter Fuchs, Vera Arndt                                   | Fuchs (3), Arndt (3)                                 | Rudolf Böhm                                                                                | Helmut Krätzig                              | sw; Deutsche Version gilt als verschollen; es existiert nur noch eine Synchronisation in russischer Sprache |
| 4   | Verbrannte Spur                             | Fernsehen der DDR                    | 27. Feb. 1972 | Peter Fuchs, Vera Arndt                                   | Fuchs (4), Arndt (4)                                 | Hans Lucke                                                                                 | Heinz Seibert                               | sw |
| 5   | Das Haus an der Bahn                        | Fernsehen der DDR                    | 26. März 1972 | Peter Fuchs, Vera Arndt                                   | Fuchs (5), Arndt (5)                                 | Fred Unger                                                                                 | Gerhard Respondek                           | sw |
| 6   | Der Tote im Fließ                           | Fernsehen der DDR                    | 4. Juni 1972  | Peter Fuchs, Vera Arndt                                   | Fuchs (6), Arndt (6)                                 | Fred Unger                                                                                 | Helmut Krätzig                              | sw |
| 7   | Blutgruppe AB                               | Fernsehen der DDR                    | 16. Juli 1972 | Jürgen Hübner                                             | Hübner (1)                                           | Gerhard Jäckel                                                                             | Bernhard Stephan                            | sw; Erster Fall mit Hübner |
| 8   | Ein bißchen Alibi                           | Fernsehen der DDR                    | 20. Aug. 1972 | Peter Fuchs, Vera Arndt, Lutz Subras                      | Fuchs (7), Arndt (7), Subras (1)                     | Tom Wittgen                                                                                | Hans Joachim Hildebrandt                    | sw; Erster Fall mit Subras |
| 9   | Minuten zu spät                             | Fernsehen der DDR                    | 17. Sep. 1972 | Peter Fuchs, Vera Arndt                                   | Fuchs (8), Arndt (8)                                 | Horst Bastian                                                                              | Manfred Mosblech                            | sw |
| 10  | Blütenstaub                                 | Fernsehen der DDR                    | 22. Okt. 1972 | Peter Fuchs, Jürgen Hübner, Lutz Subras                   | Fuchs (9), Hübner (2), Subras (2)                    | Gerhard Respondek                                                                          | Gerhard Respondek                           | sw |
| 11  | Das Ende einer Mondscheinfahrt              | Fernsehen der DDR                    | 29. Dez. 1972 | Vera Arndt, Jürgen Hübner, Lutz Subras                    | Arndt (9), Hübner (3), Subras (3)                    | Ulrich Waldner                                                                             | Hubert Hoelzke                              | sw |
| 12  | In der selben Nacht                         | Fernsehen der DDR                    | 27. Jan. 1973 | Peter Fuchs, Vera Arndt, Lutz Subras                      | Fuchs (10), Arndt (10), Subras (4)                   | Hans Joachim Hildebrandt                                                                   | Hans Joachim Hildebrandt                    | sw |
| 13  | Siegquote 180                               | Fernsehen der DDR                    | 25. Feb. 1973 | Peter Fuchs, Vera Arndt                                   | Fuchs (11), Arndt (11)                               | Walter Dorn                                                                                | Wolfgang Luderer                            | sw |
| 14  | Gesichter im Zwielicht                      | Fernsehen der DDR                    | 1. Apr. 1973  | Peter Fuchs, Vera Arndt, Lutz Subras                      | Fuchs (12), Arndt (12), Subras (5)                   | Fred Unger                                                                                 | Manfred Mosblech                            | Erster Farbfilm in der Reihe. |
| 15  | Alarm am See                                | Fernsehen der DDR                    | 15. Apr. 1973 | Jürgen Hübner                                             | Hübner (4)                                           | Gerhard Branstner                                                                          | Jerzy Bednarczyk                            | sw; Erstsendung laut polizeiruf110-lexikon.de im Nachmittagsprogramm ohne Polizeiruf-Titel; im DDR-Fernsehen nicht wiederholt |
| 16  | Freitag gegen Mitternacht                   | Fernsehen der DDR                    | 6. Mai 1973   | Peter Fuchs, Vera Arndt                                   | Fuchs (13), Arndt (13)                               | Heiner Rank                                                                                | Werner Röwekamp                             | sw |
| 17  | Vorbestraft                                 | Fernsehen der DDR                    | 1. Juli 1973  | Jürgen Hübner, Lutz Subras                                | Hübner (5), Subras (6)                               | Rudolf Böhm                                                                                | Heinz Seibert                               | sw |
| 18  | Der Ring mit dem blauen Saphir              | Fernsehen der DDR                    | 26. Aug. 1973 | Peter Fuchs, Vera Arndt                                   | Fuchs (14), Arndt (14)                               | Dorothea Kleine                                                                            | Norbert Büchner                             | |
| 19  | Nachttresor                                 | Fernsehen der DDR                    | 30. Sep. 1973 | Vera Arndt, Jürgen Hübner                                 | Arndt (15), Hübner (6)                               | Helmut Krätzig                                                                             | Helmut Krätzig                              | |
| 20  | Eine Madonna zuviel                         | Fernsehen der DDR                    | 18. Nov. 1973 | Vera Arndt, Jürgen Hübner                                 | Arndt (16), Hübner (7)                               | Helmut Krätzig                                                                             | Helmut Krätzig                              | |
| 21  | Per Anhalter                                | Fernsehen der DDR                    | 27. Jan. 1974 | Peter Fuchs, Vera Arndt, Jürgen Hübner, Lutz Subras       | Fuchs (15), Arndt (17), Hübner (8), Subras (7)       | Hans Joachim Hildebrandt                                                                   | Hans Joachim Hildebrandt                    | |
| 22  | Konzert für einen Außenseiter               | Fernsehen der DDR                    | 24. Feb. 1974 | Vera Arndt, Jürgen Hübner                                 | Arndt (18), Hübner (9)                               | Gert Lindner, Hans Dieter Ziesing                                                          | Werner Röwekamp                             | |
| 23  | Lohnraub                                    | Fernsehen der DDR                    | 7. Apr. 1974  | Peter Fuchs, Vera Arndt, Lutz Subras                      | Fuchs (16), Arndt (19), Subras (8)                   | Georg Redmann                                                                              | Helmut Krätzig                              | |
| 24  | Die verschwundenen Lords                    | Fernsehen der DDR                    | 12. Mai 1974  | Peter Fuchs, Vera Arndt, Lutz Subras                      | Fuchs (17), Arndt (20), Subras (9)                   | Werner Röwekamp                                                                            | Werner Röwekamp                             | sw |
| 25  | Fehlrechnung                                | Fernsehen der DDR                    | 14. Juli 1974 | Vera Arndt, Jürgen Hübner                                 | Arndt (21), Hübner (10)                              | Rudolf Böhm                                                                                | Kurt Jung-Alsen                             | |
| 26  | Kein Paradies für Elstern                   | Fernsehen der DDR                    | 7. Sep. 1974  | Peter Fuchs, Vera Arndt, Lutz Subras                      | Fuchs (18), Arndt (22), Subras (10)                  | Jürgen Fricke                                                                              | Norbert Büchner                             | sw |
| 27  | Das Inserat                                 | Fernsehen der DDR                    | 29. Sep. 1974 | Jürgen Hübner, Lutz Subras                                | Hübner (11), Subras (11)                             | Ulrich Waldner                                                                             | Heinz Seibert                               | |
| 28  | Der Tod des Professors                      | Fernsehen der DDR                    | 23. Nov. 1974 | Peter Fuchs, Vera Arndt                                   | Fuchs (19), Arndt (23)                               | Gerhard Jäckel                                                                             | Hans Joachim Hildebrandt                    | sw |
| 29  | Nachttaxi                                   | Fernsehen der DDR                    | 15. Dez. 1974 | Vera Arndt, Jürgen Hübner, Lutz Subras                    | Arndt (24), Hübner (12), Subras (12)                 | Hans Siebe                                                                                 | Werner Röwekamp                             | |
| 30  | Der Mann                                    | Fernsehen der DDR                    | 23. März 1975 | Jürgen Hübner, Lutz Subras                                | Hübner (13), Subras (13)                             | Horst Bastian                                                                              | Manfred Mosblech                            | |
| 31  | Heiße Münzen                                | Fernsehen der DDR                    | 18. Mai 1975  | Peter Fuchs, Lutz Subras                                  | Fuchs (20), Subras (14)                              | Dieter Frenzel                                                                             | Hans Joachim Hildebrandt                    | |
| 32  | Ein Fall ohne Zeugen                        | Fernsehen der DDR                    | 29. Juni 1975 | Vera Arndt, Jürgen Hübner, Lutz Subras                    | Arndt (25), Hübner (14), Subras (15)                 | Edwin Marian                                                                               | Roland Oehme                                | sw |
| 33  | Der Spezialist                              | Fernsehen der DDR                    | 27. Juli 1975 | Jürgen Hübner, Lutz Subras                                | Hübner (15), Subras (16)                             | Peter Graetz                                                                               | Edgar Kaufmann                              | Filmmaterial komplett. Der Ton gilt weiter als verschollen. |
| 34  | Die Rechnung geht nicht auf                 | Fernsehen der DDR                    | 14. Okt. 1975 | Peter Fuchs, Vera Arndt, Lutz Subras                      | Fuchs (21), Arndt (26), Subras (17)                  | Joachim Plötner                                                                            | Thomas Jacob                                | sw |
| 35  | Zwischen den Gleisen                        | Fernsehen der DDR                    | 2. Nov. 1975  | Jürgen Hübner, Lutz Subras                                | Hübner (16), Subras (18)                             | Günter Mehnert                                                                             | Werner Röwekamp                             | sw |
| 36  | Das letzte Wochenende                       | Fernsehen der DDR                    | 30. Nov. 1975 | Vera Arndt, Jürgen Hübner, Lutz Subras                    | Arndt (27), Hübner (17), Subras (19)                 | Hans Siebe                                                                                 | Hans Joachim Hildebrandt                    | |
| 37  | Reklamierte Rosen                           | Fernsehen der DDR                    | 22. Feb. 1976 | Peter Fuchs, Lutz Subras                                  | Fuchs (22), Subras (20)                              | Rudolf Böhm                                                                                | Thomas Jacob                                | |
| 38  | Schwarze Ladung                             | Fernsehen der DDR                    | 25. Apr. 1976 | Peter Fuchs, Lutz Subras                                  | Fuchs (23), Subras (21)                              | Hans Siebe                                                                                 | Otto Holub                                  | |
| 39  | Der Fensterstecher                          | Fernsehen der DDR                    | 31. Mai 1976  | Vera Arndt, Jürgen Hübner, Lutz Subras                    | Arndt (28), Hübner (18), Subras (22)                 | Gerhard Stübe                                                                              | Hans Knötzsch                               | Letzter Schwarzweißfilm der Reihe. |
| 40  | Eine fast perfekte Sache                    | Fernsehen der DDR                    | 11. Juli 1976 | Peter Fuchs, Vera Arndt, Lutz Subras                      | Fuchs (24), Arndt (29), Subras (23)                  | Helmut Krätzig                                                                             | Helmut Krätzig                              | |
| 41  | Ein ungewöhnlicher Auftrag                  | Fernsehen der DDR                    | 5. Sep. 1976  | Jürgen Hübner                                             | Hübner (19)                                          | Hans Joachim Hildebrandt                                                                   | Hans Joachim Hildebrandt                    | |
| 42  | Vorurteil?                                  | Fernsehen der DDR                    | 3. Okt. 1976  | Peter Fuchs                                               | Fuchs (25)                                           | Bernd Diksen                                                                               | Hans Knötzsch                               | |
| 43  | Bitte zahlen                                | Fernsehen der DDR                    | 12. Dez. 1976 | Vera Arndt, Jürgen Hübner, Lutz Subras                    | Arndt (30), Hübner (20), Subras (24)                 | Rudolf Böhm                                                                                | Peter Vogel                                 | Mit 69,8 Prozent höchste Einschaltquote eines Polizeirufes. |
| 44  | Vermißt wird Peter Schnok                   | Fernsehen der DDR                    | 6. Feb. 1977  | Peter Fuchs, Vera Arndt, Lutz Subras                      | Fuchs (26), Arndt (31), Subras (25)                  | Otto Holub                                                                                 | Otto Holub                                  | |
| 45  | Kollision                                   | Fernsehen der DDR                    | 3. Apr. 1977  | Peter Fuchs, Vera Arndt                                   | Fuchs (27), Arndt (32)                               | Claus Ulrich Wiesner                                                                       | Manfred Mosblech                            | Auftritt von Jürgen Zartmann, allerdings als Abschnittsbevollmächtigter (ABV) der VP, Unterleutnant Gustav Stresow |
| 46  | Trickbetrügerin gesucht                     | Fernsehen der DDR                    | 21. Mai 1977  | Peter Fuchs, Lutz Subras                                  | Fuchs (28), Subras (26)                              | Hans-Jürgen Faschina                                                                       | Hans Knötzsch                               | |
| 47  | Des Alleinseins müde                        | Fernsehen der DDR                    | 19. Juni 1977 | Peter Fuchs, Lutz Subras                                  | Fuchs (29), Subras (27)                              | Lothar Creutz                                                                              | Kurt Jung-Alsen, Helmut Krätzig             | Regisseur Kurt Jung-Alsen verstarb während der Dreharbeiten; der Film wurde von Helmut Krätzig fertiggestellt. |
| 48  | Alibi für eine Nacht                        | Fernsehen der DDR                    | 24. Juli 1977 | Peter Fuchs, Lutz Subras                                  | Fuchs (30), Subras (28)                              | Hans Joachim Hildebrandt                                                                   | Hans Joachim Hildebrandt                    | Letzter Fall mit Lutz Subras. |
| 49  | Die Abrechnung                              | Fernsehen der DDR                    | 4. Sep. 1977  | Vera Arndt, Jürgen Hübner                                 | Arndt (33), Hübner (21)                              | Eberhard Görner                                                                            | Peter Vogel                                 | |
| 50  | Ein unbequemer Zeuge                        | Fernsehen der DDR                    | 4. Dez. 1977  | Peter Fuchs, Vera Arndt                                   | Fuchs (31), Arndt (34)                               | Helmut Krätzig                                                                             | Helmut Krätzig                              | |
| 51  | Holzwege                                    | Fernsehen der DDR                    | 29. Jan. 1978 | Peter Fuchs, Woltersdorf                                  | Fuchs (32), Woltersdorf (1)                          | Fred Unger                                                                                 | Manfred Mosblech                            | Erster Fall mit Woltersdorf. |
| 52  | Bonnys Blues                                | Fernsehen der DDR                    | 26. März 1978 | Hübner, Woltersdorf                                       | Hübner (22), Woltersdorf (2)                         | Claus Ulrich Wiesner, Eberhard Görner                                                      | Peter Vogel                                 | |
| 53  | In Maske und Kostüm                         | Fernsehen der DDR                    | 14. Mai 1978  | Jürgen Hübner                                             | Hübner (23)                                          | Hans Joachim Hildebrandt                                                                   | Hans Joachim Hildebrandt                    | |
| 54  | Doppeltes Spiel                             | Fernsehen der DDR                    | 2. Juli 1978  | Peter Fuchs, Woltersdorf                                  | Fuchs (33), Woltersdorf (3)                          | Horst Angermüller                                                                          | Ingrid Sander                               | |
| 55  | Schuldig                                    | Fernsehen der DDR                    | 1. Okt. 1978  | Peter Fuchs, Arndt, (Woltersdorf)                         | Fuchs (34), Arndt (35), Woltersdorf (4)              | Rolf Römer                                                                                 | Rolf Römer                                  | |
| 56  | Die letzte Chance                           | Fernsehen der DDR                    | 22. Okt. 1978 | Peter Fuchs, Vera Arndt                                   | Fuchs (35), Arndt (36)                               | Helmut Krätzig                                                                             | Helmut Krätzig                              | |
| 57  | Walzerbahn                                  | Fernsehen der DDR                    | 4. März 1979  | Jürgen Hübner                                             | Hübner (24)                                          | Hans Joachim Hildebrandt                                                                   | Hans Joachim Hildebrandt                    | |
| 58  | Tödliche Illusion                           | Fernsehen der DDR                    | 8. Apr. 1979  | Jürgen Hübner                                             | Hübner (25)                                          | Otto Bonhoff                                                                               | Peter Vogel                                 | |
| 59  | Heidemarie Göbel                            | Fernsehen der DDR                    | 17. Juni 1979 | Jürgen Hübner                                             | Hübner (26)                                          | Hans Joachim Hildebrandt                                                                   | Hans Joachim Hildebrandt                    | |
| –   | Gelb ist nicht nur die Farbe der Sonne      | Fernsehen der DDR                    | 24. Juni 1979 | Woltersdorf                                               | Woltersdorf (5)                                      | Rainer Bär, Manfred Dorschan                                                               | Rainer Bär                                  | Als Polizeiruf geplant, jedoch als Einzelfilm gesendet, ohne Folgennummer. |
| 60  | Am Abgrund                                  | Fernsehen der DDR                    | 2. Sep. 1979  | Peter Fuchs, Vera Arndt                                   | Fuchs (36), Arndt (37)                               | Fred Unger                                                                                 | Hans Werner                                 | |
| 61  | Barry schwieg                               | Fernsehen der DDR                    | 14. Okt. 1979 | Peter Fuchs, Vera Arndt, Jürgen Hübner                    | Fuchs (37), Arndt (38), Hübner (27)                  | Manfred Drews                                                                              | Hans Knötzsch                               | |
| 62  | Die letzte Fahrt                            | Fernsehen der DDR                    | 2. Dez. 1979  | Hübner, Woltersdorf                                       | Hübner (28), Woltersdorf (6)                         | Gerhard Stübe                                                                              | Manfred Mosblech                            | |
| –   | Herbstzeit                                  | Fernsehen der DDR                    | 11. Dez. 1979 | Peter Fuchs, Vera Arndt                                   | Fuchs (38), Arndt (39)                               | Manfred Mosblech, Fred Unger                                                               | Manfred Mosblech                            | Als Polizeiruf geplant, jedoch als Einzelfilm gesendet, ohne Folgennummer. |
| 63  | Vergeltung?                                 | Fernsehen der DDR                    | 9. März 1980  | Peter Fuchs, Arndt, Hübner, Woltersdorf                   | Fuchs (39), Arndt (40), Hübner (29), Woltersdorf (7) | Eberhard Görner (Motive: Hasso Mager)                                                      | Peter Vogel                                 | Auftritt von Lutz Riemann, allerdings als Schmied Haugwitz. |
| 64  | Der Einzelgänger                            | Fernsehen der DDR                    | 18. Mai 1980  | Peter Fuchs, Woltersdorf                                  | Fuchs (40), Woltersdorf (8)                          | Helmut Nitzschke                                                                           | Helmut Nitzschke                            | Letzter Fall mit Woltersdorf. |
| 65  | In einer Sekunde                            | Fernsehen der DDR                    | 29. Juni 1980 | Jürgen Hübner                                             | Hübner (30)                                          | Hans Joachim Hildebrandt                                                                   | Hans Joachim Hildebrandt                    | |
| 66  | Die Entdeckung                              | Fernsehen der DDR                    | 5. Okt. 1980  | Vera Arndt                                                | Arndt (41)                                           | Claus Ulrich Wiesner                                                                       | Manfred Mosblech                            | |
| 67  | Zeugen gesucht                              | Fernsehen der DDR                    | 9. Nov. 1980  | Peter Fuchs, Vera Arndt                                   | Fuchs (41), Arndt (42)                               | Ulrich Waldner                                                                             | Vera Loebner                                | |
| 68  | Der Hinterhalt                              | Fernsehen der DDR                    | 7. Dez. 1980  | Peter Fuchs, (Jürgen Hübner)                              | Fuchs (42), Hübner (31)                              | Helmut Krätzig                                                                             | Helmut Krätzig                              | |
| 69  | Der Teufel hat den Schnaps gemacht          | Fernsehen der DDR                    | 18. Jan. 1981 | Peter Fuchs, Manfred Bergmann                             | Fuchs (43), Bergmann (1)                             | Manfred Mosblech                                                                           | Manfred Mosblech                            | Erster Fall mit Bergmann. |
| 70  | Nerze                                       | Fernsehen der DDR                    | 22. Feb. 1981 | Peter Fuchs, Vera Arndt                                   | Fuchs (44), Arndt (43)                               | Ulrich Waldner                                                                             | Lothar Hans                                 | |
| 71  | Alptraum                                    | Fernsehen der DDR                    | 10. Mai 1981  | Peter Fuchs, Manfred Bergmann                             | Fuchs (45), Bergmann (2)                             | Fred Unger                                                                                 | Peter Vogel                                 | |
| 72  | Auftrag per Post                            | Fernsehen der DDR                    | 8. Juni 1981  | Jürgen Hübner                                             | Hübner (32)                                          | Hans Joachim Hildebrandt                                                                   | Hans Joachim Hildebrandt                    | |
| 73  | Harmloser Anfang                            | Fernsehen der DDR                    | 2. Aug. 1981  | Peter Fuchs, Jürgen Hübner                                | Fuchs (46), Hübner (33)                              | Helmut Nitzschke (Erzählung: Dorothea Kleine)                                              | Helmut Nitzschke                            | |
| 74  | Der Schweigsame                             | Fernsehen der DDR                    | 6. Sep. 1981  | Jürgen Hübner, Manfred Bergmann                           | Hübner (34), Bergmann (3)                            | Otto Bonhoff                                                                               | Peter Vogel                                 | |
| 75  | Trüffeljagd                                 | Fernsehen der DDR                    | 25. Okt. 1981 | Peter Fuchs, Vera Arndt, Jürgen Hübner, Manfred Bergmann  | Fuchs (47), Arndt (44), Hübner (35), Bergmann (4)    | Helmut Krätzig                                                                             | Helmut Krätzig                              | |
| 76  | Glassplitter                                | Fernsehen der DDR                    | 29. Nov. 1981 | Vera Arndt, Jürgen Hübner                                 | Arndt (45), Hübner (36)                              | Werner Fiedler, Georg Schiemann                                                            | Georg Schiemann                             | |
| 77  | Schranken                                   | Fernsehen der DDR                    | 24. Jan. 1982 | Peter Fuchs                                               | Fuchs (48)                                           | Hans-Werner Honert                                                                         | Richard Engel                               | |
| 78  | Petra                                       | Fernsehen der DDR                    | 14. März 1982 | Wolfgang Reichenbach                                      | Reichenbach (1)                                      | Hans Joachim Hildebrandt                                                                   | Hans Joachim Hildebrandt                    | |
| 79  | Der Rettungsschwimmer                       | Fernsehen der DDR                    | 23. Mai 1982  | Jürgen Hübner                                             | Hübner (37)                                          | Percy Dreger                                                                               | Lothar Hans                                 | |
| 80  | Der Unfall                                  | Fernsehen der DDR                    | 5. Sep. 1982  | Peter Fuchs                                               | Fuchs (49)                                           | Manfred Mosblech, Eberhard Görner                                                          | Manfred Mosblech                            | |
| 81  | Im Tal                                      | Fernsehen der DDR                    | 7. Nov. 1982  | Jürgen Hübner                                             | Hübner (38)                                          | Walter Flegel                                                                              | Hans Joachim Hildebrandt                    | Auftritt von Lutz Riemann, allerdings als Abschnittsbevollmächtigter (ABV) der VP, Oberleutnant Karl-Heinz Schlenker |
| 82  | Auskünfte in Blindenschrift                 | Fernsehen der DDR                    | 2. Jan. 1983  | Jürgen Hübner                                             | Hübner (39)                                          | Jens Bahre, Peter Vogel                                                                    | Peter Vogel                                 | |
| –   | Die lieben Luder                            | Fernsehen der DDR                    | 15. Feb. 1983 | Peter Fuchs                                               | Fuchs (50)                                           | Helmut Krätzig, Eberhard Görner                                                            | Helmut Krätzig                              | Als Polizeiruf geplant, jedoch als Einzelfilm gesendet, ohne Folgennummer. |
| 83  | Die Spur des 13. Apostels                   | Fernsehen der DDR                    | 6. März 1983  | Peter Fuchs, Vera Arndt                                   | Fuchs (51), Arndt (46)                               | Wolfgang Held                                                                              | Jörg Wilbrandt                              | |
| 84  | Es ist nicht immer Sonnenschein             | Fernsehen der DDR                    | 17. Apr. 1983 | Peter Fuchs, Vera Arndt, Jürgen Hübner, Lutz Zimmermann   | Fuchs (52), Arndt (47), Hübner (40), Zimmermann (1)  | Manfred Mosblech                                                                           | Manfred Mosblech                            | Letzter Fall mit Vera Arndt, erster Fall mit Lutz Zimmermann. |
| 85  | Der Selbstbetrug                            | Fernsehen der DDR                    | 4. Sep. 1983  | Jürgen Hübner                                             | Hübner (41)                                          | Hans-Werner Honert                                                                         | Hans-Werner Honert                          | |
| 86  | Eine nette Person                           | Fernsehen der DDR                    | 25. Sep. 1983 | Peter Fuchs                                               | Fuchs (53)                                           | Gabriele Gabriel                                                                           | Gunter Friedrich                            | Auftritt von Andreas Schmidt-Schaller als Ermittler, allerdings als Leutnant Hellwig der Kriminalpolizei. |
| 87  | Schnelles Geld                              | Fernsehen der DDR                    | 13. Nov. 1983 | Lutz Zimmermann                                           | Zimmermann (2)                                       | Manfred Mosblech (Erzählung: Gerhard Scherfling)                                           | Manfred Mosblech                            | |
| 88  | Im Sog                                      | Fernsehen der DDR                    | 5. Feb. 1984  | Jürgen Hübner, Lutz Zimmermann                            | Hübner (42), Zimmermann (3)                          | Regina Weicker                                                                             | Edgar Kaufmann                              | |
| 89  | Das vergessene Labor                        | Fernsehen der DDR                    | 27. Mai 1984  | Peter Fuchs, Wolfgang Reichenbach, Lutz Zimmermann        | Fuchs (54), Reichenbach (2), Zimmermann (4)          | Ulrich Waldner                                                                             | Hans Werner                                 | |
| 90  | Schwere Jahre (1)                           | Fernsehen der DDR                    | 29. Juni 1984 | Reichenbach                                               | Reichenbach (3)                                      | Hans Joachim Hildebrandt                                                                   | Hans Joachim Hildebrandt                    | Doppelfolge |
| 91  | Schwere Jahre (2)                           | Fernsehen der DDR                    | 1. Juli 1984  | Hübner, Reichenbach                                       | Hübner (43), Reichenbach (4)                         | Hans Joachim Hildebrandt                                                                   | Hans Joachim Hildebrandt                    | Doppelfolge |
| 92  | Draußen am See                              | Fernsehen der DDR                    | 22. Juli 1984 | Jürgen Hübner                                             | Hübner (44)                                          | Helmut Krätzig                                                                             | Helmut Krätzig                              | Auftritt von Andreas Schmidt-Schaller als Nachbar Per Niemann. |
| 93  | Freunde                                     | Fernsehen der DDR                    | 19. Aug. 1984 | Jürgen Hübner                                             | Hübner (45)                                          | Gerhard Scherfling                                                                         | Klaus Grabowsky                             | Auftritt von Andreas Schmidt-Schaller als Ermittler, allerdings als Andreas Schöpke. |
| –   | Klassenkameraden                            | Fernsehen der DDR                    | 18. Nov. 1984 | Hannes Bergemann                                          | Bergemann, Haase                                     | Rainer Bär                                                                                 | Rainer Bär                                  | Als Polizeiruf geplant, jedoch als Einzelfilm gesendet, ohne Folgennummer. |
| 94  | Inklusive Risiko                            | Fernsehen der DDR                    | 16. Dez. 1984 | Peter Fuchs                                               | Fuchs (55)                                           | Hariette Plath                                                                             | Thomas Jacob                                | |
| –   | Aussenseiter                                | Fernsehen der DDR                    | 27. Jan. 1985 | Lenz                                                      | Lenz                                                 | Günther Karl, Karl Heinz Berger                                                            | Peter Vogel                                 | Als Polizeiruf geplant, jedoch als Einzelfilm gesendet, ohne Folgennummer. |
| 95  | Traum des Vergessens                        | Fernsehen der DDR                    | 24. März 1985 | Jürgen Hübner                                             | Hübner (46)                                          | Hans-Werner Honert                                                                         | Hans-Werner Honert                          | |
| 96  | Laß mich nicht im Stich                     | Fernsehen der DDR                    | 19. Mai 1985  | Jürgen Hübner                                             | Hübner (47)                                          | Thomas Jacob                                                                               | Thomas Jacob                                | |
| 97  | Treibnetz                                   | Fernsehen der DDR                    | 30. Juni 1985 | Peter Fuchs, Jürgen Hübner, Lutz Zimmermann               | Fuchs (56), Hübner (48), Zimmermann (5)              | Helmut Krätzig                                                                             | Helmut Krätzig                              | |
| 98  | Verführung                                  | Fernsehen der DDR                    | 11. Aug. 1985 | Peter Fuchs, Jürgen Hübner                                | Fuchs (57), Hübner (49)                              | Regine Weicker                                                                             | Peter Hagen                                 | |
| 99  | Ein Schritt zu weit                         | Fernsehen der DDR                    | 1. Sep. 1985  | Jürgen Hübner, Wolfgang Reichenbach                       | Hübner (50), Reichenbach (5)                         | Hans Joachim Hildebrandt                                                                   | Hans Joachim Hildebrandt                    | |
| 100 | Verlockung                                  | Fernsehen der DDR                    | 29. Sep. 1985 | Peter Fuchs                                               | Fuchs (58)                                           | Manfred Hoffmann                                                                           | Gunter Friedrich                            | |
| 101 | Der zersprungene Spiegel                    | Fernsehen der DDR                    | 8. Dez. 1985  | Peter Fuchs, Lutz Zimmermann                              | Fuchs (59), Zimmermann (6)                           | Gabriele Gabriel                                                                           | Hans-Werner Honert                          | |
| 102 | Mit List und Tücke                          | Fernsehen der DDR                    | 2. Feb. 1986  | Peter Fuchs                                               | Fuchs (60)                                           | Helmut Krätzig                                                                             | Helmut Krätzig                              | |
| 103 | Ein großes Talent                           | Fernsehen der DDR                    | 4. Apr. 1986  | Peter Fuchs, Lutz Zimmermann, Thomas Grawe                | Fuchs (61), Zimmermann (7), Grawe (Crawe) (1)        | Thomas Jacob (Szenarium: Joachim Goll)                                                     | Thomas Jacob                                | Erster Fall mit Grawe (laut Abspann als Leutnant Crawe) |
| 104 | Parkplatz der Liebe                         | Fernsehen der DDR                    | 18. Mai 1986  | Lutz Zimmermann, Thomas Grawe                             | Zimmermann (8), Grawe (2)                            | Ulrich Waldner                                                                             | Hans Knötzsch                               | |
| 105 | Bedenkzeit                                  | Fernsehen der DDR                    | 6. Juli 1986  | Peter Fuchs, Lutz Zimmermann                              | Fuchs (62), Zimmermann (9)                           | Hans-Werner Honert (Szenarium: Gerhard Wolff)                                              | Hans-Werner Honert                          | |
| 106 | Gier                                        | Fernsehen der DDR                    | 3. Aug. 1986  | Peter Fuchs, Jürgen Hübner, Thomas Grawe                  | Fuchs (63), Hübner (51), Grawe (3)                   | Hans Knötzsch (Roman: Hasso Mager)                                                         | Hans Knötzsch                               | |
| 107 | Kein Tag ist wie der andere                 | Fernsehen der DDR                    | 16. Nov. 1986 | Jürgen Hübner, Lutz Zimmermann, Thomas Grawe              | Hübner (52), Zimmermann (10), Grawe (4)              | Ulrich Frohriep                                                                            | Thomas Jacob                                | |
| –   | Kalter Engel                                | Fernsehen der DDR                    | 6. Dez. 1986  | Stein, Berg                                               | Stein, Berg                                          | Lothar Dutombé, Peter Vogel                                                                | Peter Vogel                                 | Als Polizeiruf geplant, jedoch als Einzelfilm gesendet, ohne Folgennummer. |
| 108 | Das habe ich nicht gewollt                  | Fernsehen der DDR                    | 21. Dez. 1986 | Lutz Zimmermann, Thomas Grawe                             | Zimmermann (11), Grawe (5)                           | Regina Weicker                                                                             | Peter Hagen                                 | |
| 109 | Im Kreis                                    | Fernsehen der DDR                    | 8. Feb. 1987  | Peter Fuchs, Reger                                        | Fuchs (64), Reger (1)                                | Peter Vogel (Erzählung: Lothar Dutombé)                                                    | Peter Vogel                                 | Erster Fall mit Reger. |
| 110 | Die alte Frau im Lehnstuhl                  | Fernsehen der DDR                    | 29. März 1987 | Zimmermann, Dillinger                                     | Zimmermann (12), Dillinger (1)                       | Edgar Kaufmann                                                                             | Edgar Kaufmann                              | Erster Fall mit Dillinger. |
| 111 | Unheil aus der Flasche                      | Fernsehen der DDR                    | 3. Mai 1987   | Peter Fuchs, Thomas Grawe, Becker                         | Fuchs (65), Grawe (6), Becker (1)                    | Helmut Krätzig                                                                             | Helmut Krätzig                              | |
| 112 | Explosion                                   | Fernsehen der DDR                    | 28. Juni 1987 | Peter Fuchs, Jürgen Hübner, Thomas Grawe                  | Fuchs (66), Hübner (53), Grawe (7)                   | Percy Dreger                                                                               | Thomas Jacob                                | |
| 113 | Der Tote zahlt                              | Fernsehen der DDR                    | 9. Aug. 1987  | Peter Fuchs, Thomas Grawe                                 | Fuchs (67), Grawe (8)                                | Horst Ansorge                                                                              | Hans Knötzsch                               | |
| 114 | Zwei Schwestern                             | Fernsehen der DDR                    | 25. Okt. 1987 | Peter Fuchs, Thomas Grawe                                 | Fuchs (68), Grawe (9)                                | Günter Mehnert                                                                             | Hans-Werner Honert                          | |
| 115 | Die letzte Kundin                           | Fernsehen der DDR                    | 15. Nov. 1987 | Peter Fuchs, Thomas Grawe                                 | Fuchs (69), Grawe (10)                               | Hariette Plath                                                                             | Hubert Hoelzke                              | |
| 116 | Abschiedslied für Linda                     | Fernsehen der DDR                    | 20. Dez. 1987 | Peter Fuchs, Jürgen Hübner, Lutz Zimmermann, Thomas Grawe | Fuchs (70), Hübner (54), Zimmermann (13), Grawe (11) | Werner Hecht                                                                               | Christa Mühl                                | |
| 117 | Ihr faßt mich nie!                          | Fernsehen der DDR                    | 24. Jan. 1988 | Peter Fuchs, Lutz Zimmermann, Thomas Grawe                | Fuchs (71), Zimmermann (14), Grawe (12)              | Thomas Steinke (Idee: Manfred Drews)                                                       | Gerald Hujer                                | |
| 118 | Der Mann im Baum                            | Fernsehen der DDR                    | 13. März 1988 | Lutz Zimmermann, Thomas Grawe                             | Zimmermann (15), Grawe (13)                          | Manfred Mosblech                                                                           | Manfred Mosblech                            | Auftritt von Anne Kasprik als Ermittlerin, allerdings als Unterleutnant Görz. |
| 119 | Still wie die Nacht                         | Fernsehen der DDR                    | 22. Mai 1988  | Wolfgang Reichenbach, Thomas Grawe                        | Reichenbach (6), Grawe (14)                          | Hans Joachim Hildebrandt                                                                   | Hans Joachim Hildebrandt                    | Letzter Fall mit Wolfgang Reichenbach. |
| 120 | Amoklauf                                    | Fernsehen der DDR                    | 26. Juni 1988 | Peter Fuchs                                               | Fuchs (72)                                           | Eberhard Görner                                                                            | Wolfgang Hübner                             | |
| 121 | Eifersucht                                  | Fernsehen der DDR                    | 28. Aug. 1988 | Peter Fuchs, Lutz Zimmermann                              | Fuchs (73), Zimmermann (16)                          | Regina Weicker                                                                             | Bernd Böhlich                               | Auftritt von Horst Krause als Ermittler, allerdings als Leutnant Schön. |
| 122 | Eine unruhige Nacht                         | Fernsehen der DDR                    | 2. Okt. 1988  | Peter Fuchs, Jürgen Hübner, Lutz Zimmermann               | Fuchs (74), Hübner (55), Zimmermann (17)             | Fred Unger als Albert Wachtermann                                                          | Hubert Hoelzke                              | |
| 123 | Der Kreuzworträtselfall                     | Fernsehen der DDR                    | 6. Nov. 1988  | Thomas Grawe, Beck                                        | Grawe (15), Beck (1)                                 | Gabriele Gabriel                                                                           | Thomas Jacob                                | Basierend auf einer wahren Begebenheit. Erster Fall mit Beck. |
| 124 | Flüssige Waffe                              | Fernsehen der DDR                    | 18. Dez. 1988 | Reger, Becker                                             | Reger (2), Becker (2)                                | Helmut Krätzig                                                                             | Helmut Krätzig                              | Letzter Fall mit Reger und Becker. |
| 125 | Mitternachtsfall                            | Fernsehen der DDR                    | 8. Jan. 1989  | Peter Fuchs, Thomas Grawe                                 | Fuchs (75), Grawe (16)                               | Günter Radtke                                                                              | Gunter Friedrich                            | |
| 126 | Variante Tramper                            | Fernsehen der DDR                    | 19. Feb. 1989 | Peter Fuchs, Thomas Grawe                                 | Fuchs (76), Grawe (17)                               | Klaus Jörn (Roman: Klaus Möckel)                                                           | Gerald Hujer                                | |
| 127 | Der Fund                                    | Fernsehen der DDR                    | 2. Apr. 1989  | Lutz Zimmermann, Thomas Grawe                             | Zimmermann (18), Grawe (18)                          | Gerhard Stübe                                                                              | Hans Knötzsch                               | |
| 128 | Gestohlenes Glück                           | Fernsehen der DDR                    | 21. Mai 1989  | Jürgen Hübner, Thomas Grawe                               | Hübner (56), Grawe (19)                              | Ulrich Waldner                                                                             | Thomas Jacob                                | |
| 129 | Unsichtbare Fährten                         | Fernsehen der DDR                    | 11. Juni 1989 | Lutz Zimmermann, Thomas Grawe                             | Zimmermann (19), Grawe (20)                          | Horst Ansorge                                                                              | Hans Werner                                 | |
| 130 | Trio zu viert                               | Fernsehen der DDR                    | 25. Juni 1989 | Peter Fuchs, Thomas Grawe                                 | Fuchs (77), Grawe (21)                               | Wolfgang Dehler                                                                            | Edgar Kaufmann                              | |
| 131 | Drei Flaschen Tokajer                       | Fernsehen der DDR                    | 27. Aug. 1989 | Jürgen Hübner, Lutz Zimmermann                            | Hübner (57), Zimmermann (20)                         | Margot Beichler (Erzählung: Klaus Möckel)                                                  | Udo Witte                                   | |
| 132 | Der Wahrheit verpflichtet                   | Fernsehen der DDR                    | 1. Okt. 1989  | Beck, Ikser                                               | Beck (2), Ikser (1)                                  | Ulrich Waldner                                                                             | Hans-Joachim Kasprzik                       | Einziger Fall mit Ikser. |
| 133 | Katharina                                   | Fernsehen der DDR                    | 27. Okt. 1989 | Jürgen Hübner, Thomas Grawe                               | Hübner (58), Grawe (22)                              | Ulrich Frohriep                                                                            | Georg Schiemann                             | |
| 134 | Der Tod des Pelikan                         | Fernsehen der DDR                    | 1. Jan. 1990  | Thomas Grawe                                              | Grawe (23)                                           | Rainer Bär                                                                                 | Rainer Bär                                  | |
| 135 | Zahltag                                     | Fernsehen der DDR                    | 28. Jan. 1990 | Peter Fuchs, Thomas Grawe                                 | Fuchs (78), Grawe (24)                               | Otto Bonhoff                                                                               | Hans Knötzsch                               | |
| 136 | Tödliche Träume                             | Fernsehen der DDR                    | 4. März 1990  | Peter Fuchs, Jürgen Hübner, Thomas Grawe                  | Fuchs (79), Hübner (59), Grawe (25)                  | Percy Dreger                                                                               | Thomas Jacob                                | |
| 137 | Falscher Jasmin                             | DFF                                  | 22. Apr. 1990 | Thomas Grawe, Günter Beck                                 | Grawe (26), Beck (3)                                 | Manfred Mosblech                                                                           | Manfred Mosblech                            | |
| 138 | Warum ich …                                 | DFF                                  | 22. Juli 1990 | Zimmermann                                                | Zimmermann (21)                                      | Wolfgang Müller, Gabriele Kotte                                                            | Ursula Bonhoff                              | |
| 139 | Abgründe                                    | DFF                                  | 19. Aug. 1990 | Hübner, Zimmermann                                        | Hübner (60), Zimmermann (22)                         | Hubertus Methe                                                                             | Reinhard Stein                              | Gleicher Titel wie Folge 174 (ORF). |
| 140 | Ball der einsamen Herzen                    | DFF                                  | 2. Sep. 1990  | Peter Fuchs, Thomas Grawe                                 | Fuchs (80), Grawe (27)                               | Helmut Krätzig                                                                             | Helmut Krätzig                              | |
| 141 | Tod durch elektrischen Strom                | DFF                                  | 7. Okt. 1990  | Jürgen Hübner, Lutz Zimmermann                            | Hübner (61), Zimmermann (23)                         | Horst Ansorge                                                                              | Peter Hagen                                 | |
| 142 | Unter Brüdern                               | DFF/WDR                              | 28. Okt. 1990 | Peter Fuchs, Thomas Grawe                                 | Fuchs (81), Grawe (28)                               | Helmut Krätzig, Veith von Fürstenberg                                                      | Helmut Krätzig                              | Crossover zwischen Polizeiruf 110 und Tatort mit den Ermittlern Schimanski und Thanner. |
| 143 | Das Duell                                   | DFF                                  | 4. Nov. 1990  | Günter Beck                                               | Beck (4)                                             | Ulrich Frohriep                                                                            | Thomas Jacob                                | |
| 144 | Allianz für Knete                           | DFF                                  | 9. Dez. 1990  | Peter Fuchs, Jürgen Hübner, Lutz Zimmermann               | Fuchs (82), Hübner (62), Zimmermann (24)             | Jürgen Wenzel                                                                              | Gerald Hujer                                | |
| 145 | Zerstörte Hoffnung                          | DFF                                  | 6. Jan. 1991  | Jürgen Hübner, Lutz Zimmermann                            | Hübner (63), Zimmermann (25)                         | Regina Weicker                                                                             | Peter Hagen                                 | Letzter Fall mit Lutz Zimmermann. |
| 146 | Der Fall Preibisch                          | DFF                                  | 17. Feb. 1991 | Peter Fuchs, Manfred Bergmann                             | Fuchs (83), Bergmann (5)                             | Hans Schneider                                                                             | Lothar Hans                                 | Letzter Fall mit Jürgen Zartmann als KOK Manfred Bergmann. |
| 147 | Big Band Time                               | DFF                                  | 31. März 1991 | Peter Fuchs                                               | Fuchs (84)                                           | Eberhard Görner                                                                            | Wolfgang Hübner                             | |
| 148 | Der Riß                                     | DFF                                  | 28. Apr. 1991 | Jürgen Hübner, Joachim Raabe                              | Hübner (64), Raabe (1)                               | Jürgen Wenzel                                                                              | Jan Růžička                                 | Erster Fall mit Raabe. |
| 149 | Das Treibhaus                               | DFF                                  | 17. Juli 1991 | Günter Beck                                               | Beck (5)                                             | Gabriele Kotte, Wolfgang Müller                                                            | Thomas Jacob                                | |
| 150 | Todesfall im Park                           | DFF                                  | 28. Aug. 1991 | Jürgen Hübner                                             | Hübner (65)                                          | Helmut Krätzig                                                                             | Helmut Krätzig                              | |
| 151 | Mit dem Anruf kommt der Tod                 | DFF                                  | 1. Sep. 1991  | Thomas Grawe, Günter Beck                                 | Grawe (29), Beck (6)                                 | Thomas Jacob                                                                               | Thomas Jacob                                | Basierend auf einer wahren Begebenheit |
| 152 | Ein verhängnisvoller Verdacht               | DFF                                  | 17. Nov. 1991 | Dillinger                                                 | Dillinger (2)                                        | Wolfgang Dehler                                                                            | Peter Vogel                                 | Letzter Fall mit Dillinger. |
| 153 | Thanners neuer Job                          | DFF                                  | 22. Dez. 1991 | Peter Fuchs, Thomas Grawe                                 | Fuchs (85), Grawe (30)                               | Veith von Fürstenberg                                                                      | Bodo Fürneisen                              | Letzter Fall mit Peter Fuchs. Zweiter Gastauftritt von Christian Thanner. Letzter vom DFF produzierter und ausgestrahlter Polizeiruf |
| 154 | und tot bist du                             | MDR                                  | 13. Juni 1993 | Günter Beck                                               | Beck (7)                                             | Barbara Schön, Thomas Jacob                                                                | Thomas Jacob                                | |
| 155 | Tod im Kraftwerk                            | MDR                                  | 8. Sep. 1993  | Günter Beck                                               | Beck (8)                                             | Uwe Petzold                                                                                | Michael Knof                                | |
| 156 | "In Erinnerung an …"                        | MDR                                  | 3. Okt. 1993  | Joachim Raabe                                             | Raabe (2)                                            | Michaela Bach, Jörg Schade                                                                 | Hans-Werner Honert                          | |
| 157 | Blue Dream – Tod im Regen                   | ORB/SFB                              | 17. Okt. 1993 | Voigt und Hoffmann                                        | Voigt (1), Hoffmann (1)                              | André Hennicke                                                                             | Bodo Fürneisen                              | Erster Fall mit Voigt und Hoffmann Romanvorlage: Tom Wittgen |
| 158 | Bullerjahn                                  | NDR                                  | 30. Jan. 1994 | Groth und Hinrichs                                        | Groth (1), Hinrichs (1)                              | Gert Möbius, Manfred Stelzer                                                               | Manfred Stelzer                             | Erster Fall mit Groth und Hinrichs |
| 159 | Arme Schweine                               | MDR                                  | 13. März 1994 | Thomas Grawe                                              | Grawe (31)                                           | Bernd Böhlich                                                                              | Bernd Böhlich                               | |
| 160 | Totes Gleis                                 | ORB/SFB                              | 10. Apr. 1994 | Voigt und Hoffmann                                        | Voigt (2), Hoffmann (2)                              | Leo P. Ard, Michael Illner                                                                 | Bernd Böhlich                               | Ausgezeichnet mit dem Adolf-Grimme-Preis 1995. |
| 161 | Kiwi und Ratte                              | NDR                                  | 7. Aug. 1994  | Groth und Hinrichs                                        | Groth (2), Hinrichs (2)                              | Peter Kahane                                                                               | Manfred Stelzer                             | |
| 162 | Gespenster                                  | BR                                   | 11. Sep. 1994 | Antonia Reiser                                            | Reiser (1)                                           | Klaus Emmerich                                                                             | Klaus Emmerich                              | Einziger Fall mit Antonia Reiser. |
| 163 | Samstags, wenn Krieg ist                    | SDR                                  | 18. Sep. 1994 | Vera Bilewski                                             | Bilewski (1)                                         | Klaus-Peter Wolf                                                                           | Roland Suso Richter                         | Folge war 9 Jahre gesperrt. |
| 164 | Lauf, Anna, lauf!                           | ORF                                  | 23. Okt. 1994 | Gerhard Walleck                                           | Walleck (1)                                          | Albert Stein                                                                               | Franz Novotny                               | Erster Fall mit Walleck. |
| 165 | Keine Liebe, kein Leben                     | MDR                                  | 6. Nov. 1994  | Jürgen Hübner, Joachim Raabe                              | Hübner (66), Raabe (3)                               | André Hennicke                                                                             | Jan Růžička                                 | Letzter Fall mit Jürgen Hübner. |
| 166 | Opfergang                                   | ORB                                  | 20. Nov. 1994 | Tanja Voigt, Jürgen Kochan                                | Voigt (3), Kochan (1)                                | Leo P. Ard, Michael Illner                                                                 | Carlo Rola                                  | Einziger Fall mit Kochan. Jens Hoffmann tritt als Gast auf. |
| 167 | Über Bande                                  | NDR                                  | 29. Jan. 1995 | Groth und Hinrichs                                        | Groth (3), Hinrichs (3)                              | Gert Möbius, Manfred Stelzer                                                               | Manfred Stelzer                             | |
| 168 | Taxi zur Bank                               | NDR                                  | 26. Feb. 1995 | Groth und Hinrichs                                        | Groth (4), Hinrichs (4)                              | Oliver G. Wachlin, Manfred Stelzer                                                         | Manfred Stelzer                             | |
| 169 | 1A Landeier                                 | WDR                                  | 9. Apr. 1995  | Sigi Möller, Kalle Küppers                                | Möller (1), Küppers (1)                              | Dirk Salomon, Thomas Wesskamp                                                              | Ulrich Stark                                | Ausgezeichnet mit dem Adolf-Grimme-Preis 1996. |
| 170 | Sieben Tage Freiheit                        | SFB                                  | 28. Mai 1995  | Voigt und Hoffmann                                        | Voigt (4), Hoffmann (3)                              | Ulrich Stieler, Dagmar Wittmers                                                            | Dagmar Wittmers                             | |
| 171 | Schwelbrand                                 | MDR                                  | 11. Juni 1995 | Günter Beck, Martin Markwardt                             | Beck (9), Markwardt (1)                              | Michaela Bach, Jörg Schade                                                                 | Petra Haffter                               | Einziger Fall mit Markwardt. |
| 172 | Bruder Lustig                               | MDR                                  | 2. Juli 1995  | Günter Beck                                               | Beck (10)                                            | Friedemann Schreiter                                                                       | Thomas Jacob                                | |
| 173 | Im Netz                                     | SFB                                  | 23. Juli 1995 | Voigt und Hoffmann                                        | Voigt (5), Hoffmann (4)                              | Uwe Petzold                                                                                | Rodica Doehnert                             | Letzter Fall mit Jens Hoffmann. |
| 174 | Abgründe                                    | ORF                                  | 3. Sep. 1995  | Gerhard Walleck                                           | Walleck (2)                                          | Manfred Rebhandl                                                                           | Susanne Zanke                               | Gleicher Titel wie Folge 139 (DFF). Letzter Fall mit Walleck. |
| 175 | Alte Freunde                                | NDR                                  | 10. Sep. 1995 | Groth und Hinrichs                                        | Groth (5), Hinrichs (5)                              | Wolf-Heinrich Schultz                                                                      | Markus Imboden                              | |
| 176 | Grawes letzter Fall                         | MDR                                  | 29. Okt. 1995 | Thomas Grawe                                              | Grawe (32)                                           | Wolfgang Brenner                                                                           | Christian Steinke                           | Letzter Fall mit Grawe. |
| 177 | Roter Kaviar                                | WDR                                  | 19. Nov. 1995 | Sigi Möller, Kalle Küppers                                | Möller (2), Küppers (2)                              | Dirk Salomon, Thomas Wesskamp                                                              | Ulrich Stark                                | |
| 178 | Jutta oder Die Kinder von Damutz            | ORB                                  | 3. Dez. 1995  | Tanja Voigt                                               | Voigt (6)                                            | Helmut Bez, Bernd Böhlich                                                                  | Bernd Böhlich                               | |
| 179 | Der Pferdemörder                            | MDR                                  | 17. März 1996 | Schmücke und Schneider                                    | Schmücke (1), Schneider (1)                          | Gabriele Gabriel                                                                           | Matti Geschonneck                           | Erster Fall mit Schmücke und Schneider. |
| 180 | Lauf oder stirb                             | MDR                                  | 14. Apr. 1996 | Schmücke und Schneider                                    | Schmücke (2), Schneider (2)                          | Peter Probst                                                                               | Matti Geschonneck                           | |
| 181 | Gefährliche Küsse                           | NDR                                  | 21. Apr. 1996 | Groth und Hinrichs                                        | Groth (6), Hinrichs (6)                              | Gert Möbius, Manfred Stelzer                                                               | Manfred Stelzer                             | |
| 182 | Kleine Dealer, große Träume                 | SDR                                  | 16. Juni 1996 | Vera Bilewski                                             | Bilewski (2)                                         | Klaus-Peter Wolf, Friedhelm Zündel                                                         | Urs Odermatt                                | |
| 183 | Der schlanke Tod                            | MDR                                  | 15. Sep. 1996 | Schmücke und Schneider                                    | Schmücke (3), Schneider (3)                          | Axel Götz                                                                                  | Thomas Jacob                                | |
| 184 | Die Gazelle                                 | NDR/ORB                              | 17. Nov. 1996 | Groth und Hinrichs, Tanja Voigt                           | Groth (7), Hinrichs (7), Voigt (7)                   | Jürgen Pomorin, Michael Illner                                                             | Bodo Fürneisen                              | Die NDR-Kommissare Groth und Hinrichs ermitteln zusammen mit Tanja Voigt die für den ORB als Ermittlerin arbeitet. |
| 185 | Kurzer Traum                                | ORB                                  | 22. Dez. 1996 | Tanja Voigt                                               | Voigt (8)                                            | Scarlett Kleint                                                                            | Bernd Böhlich                               | Erster Auftritt von Horst Krause als Dorfpolizist Herbert (Krause). |
| 186 | Der Tausch                                  | MDR                                  | 9. März 1997  | Günter Beck                                               | Beck (11)                                            | Hans-Ullrich Krause                                                                        | Andreas Dresen                              | Letzter Fall mit Günter Beck. |
| 187 | Gänseblümchen                               | WDR                                  | 16. März 1997 | Sigi Möller, Kalle Küppers                                | Möller (3), Küppers (3)                              | Dirk Salomon, Thomas Wesskamp                                                              | Ulrich Stark                                | |
| 188 | Der Fremde                                  | NDR                                  | 27. Apr. 1997 | Groth und Hinrichs                                        | Groth (8), Hinrichs (8)                              | Leo P. Ard, Rainer Butt                                                                    | Manfred Stelzer                             | |
| 189 | Über den Tod hinaus                         | NDR                                  | 11. Mai 1997  | Groth und Hinrichs                                        | Groth (9), Hinrichs (9)                              | Gert Möbius, Manfred Stelzer                                                               | Manfred Stelzer                             | |
| 190 | Die falsche Sonja                           | MDR                                  | 13. Juli 1997 | Schmücke und Schneider                                    | Schmücke (4), Schneider (4)                          | Knut Boeser                                                                                | Thomas Jacob                                | |
| 191 | Feuertod                                    | HR                                   | 20. Juli 1997 | Lubig, Loster                                             | Lubig (1), Loster (1)                                | Heinz Schirk                                                                               | Heinz Schirk                                | Einziger mit Fall mit Lubig und Loster. |
| 192 | Heißkalte Liebe                             | MDR                                  | 17. Aug. 1997 | Schmücke und Schneider                                    | Schmücke (5), Schneider (5)                          | Thomas Knauf                                                                               | Rolf Liccini                                | |
| 193 | Der Sohn der Kommissarin                    | ORB                                  | 21. Sep. 1997 | Tanja Voigt                                               | Voigt (9)                                            | Stefan Kolditz                                                                             | Jan Růžička                                 | |
| 194 | Im Netz der Spinne                          | BR                                   | 26. Okt. 1997 | Silvia Jansen                                             | Jansen (1)                                           | Klaus-Peter Wolf, Erwin Keusch                                                             | Erwin Keusch                                | |
| 195 | Feuer!                                      | BR                                   | 30. Nov. 1997 | Silvia Jansen                                             | Jansen (2)                                           | Klaus-Peter Wolf                                                                           | Maria Knilli                                | |
| 196 | Das Wunder von Wustermark                   | ORB                                  | 4. Jan. 1998  | Tanja Voigt                                               | Voigt (10)                                           | Leo P. Ard, Michael Illner                                                                 | Bernd Böhlich                               | Fortsetzung von Folge 160 (Totes Gleis) Letzter Fall mit Tanja Voigt. Auftritt von Krause als Dorfpolizist Horst Krause. |
| 197 | Hetzjagd                                    | SDR                                  | 25. Jan. 1998 | Vera Bilewski                                             | Bilewski (3)                                         | Klaus-Peter Wolf, Ulrich Bendele                                                           | Ute Wieland                                 | Letzter Fall mit Vera Bilewski. |
| 198 | Todsicher                                   | MDR                                  | 22. Feb. 1998 | Schmücke und Schneider                                    | Schmücke (6), Schneider (6)                          | Axel Götz                                                                                  | Thomas Jacob                                | |
| 199 | Live in den Tod                             | NDR                                  | 15. März 1998 | Groth und Hinrichs                                        | Groth (10), Hinrichs (10)                            | Gert C. Möbius, Manfred Stelzer                                                            | Manfred Stelzer                             | |
| 200 | Kleiner Engel                               | HR                                   | 24. Mai 1998  | Schlosser, Reeding, Grosche                               | Schlosser (1), Reeding (1), Grosche (1)              | Rudolf Bergmann, Rolf Silber                                                               | Michael Knof                                | |
| 201 | Mordsmäßig Mallorca                         | WDR                                  | 7. Juni 1998  | Sigi Möller, Kalle Küppers                                | Möller (4), Küppers (4)                              | Thomas Wesskamp, Dirk Salomon                                                              | Ulrich Stark                                | |
| 202 | Katz und Kater                              | NDR                                  | 14. Juni 1998 | Groth und Hinrichs                                        | Groth (11), Hinrichs (11)                            | Gert Möbius, Manfred Stelzer                                                               | Manfred Stelzer                             | |
| 203 | Rot ist eine schöne Farbe                   | MDR                                  | 19. Juli 1998 | Schmücke und Schneider                                    | Schmücke (7), Schneider (7)                          | Knut Bosser                                                                                | Peter Patzak                                | |
| 204 | Discokiller                                 | MDR                                  | 4. Okt. 1998  | Schmücke und Schneider                                    | Schmücke (8), Schneider (8)                          | Scarlett Kleint, Michael Illner                                                            | Marco Serafini                              | |
| 205 | Spurlos verschwunden                        | BR                                   | 18. Okt. 1998 | Silvia Jansen, Jürgen Tauber                              | Jansen (3), Tauber (1)                               | Christian Jeltsch                                                                          | Ulrich Stark                                | |
| 206 | Tod und Teufel                              | BR                                   | 22. Nov. 1998 | Silvia Jansen                                             | Jansen (4)                                           | Berthold Mittermayr                                                                        | Berthold Mittermayr                         | |
| 207 | Sumpf                                       | MDR                                  | 21. Feb. 1999 | Schmücke und Schneider                                    | Schmücke (9), Schneider (9)                          | Holger K. Schmidt                                                                          | Marijan David Vajda                         | |
| 208 | Schellekloppe                               | HR                                   | 28. Feb. 1999 | Schlosser, Reeding, Grosche                               | Schlosser (2), Reeding (2), Grosche (2)              | Rolf Silber, Rudolf Bergmann                                                               | Michael Knof                                | |
| 209 | Mörderkind                                  | ORB                                  | 14. März 1999 | Rosenbaum, Krause                                         | Rosenbaum (1), Krause (1)                            | Stefan Kolditz, Thomas Wilkening, Robert Stadlober                                         | Matti Geschonneck                           | Erster Fall mit Rosenbaum und Krause. |
| 210 | Rasputin                                    | NDR                                  | 11. Apr. 1999 | Groth und Hinrichs                                        | Groth (12), Hinrichs (12)                            | Edmund Grote                                                                               | Hans-Erich Viet                             | |
| 211 | Mordsfreunde                                | MDR                                  | 11. Juli 1999 | Schmücke und Schneider                                    | Schmücke (10), Schneider (10)                        | Rainer Bär                                                                                 | Rainer Bär                                  | |
| 212 | Über den Dächern von Schwerin               | NDR                                  | 18. Juli 1999 | Groth und Hinrichs                                        | Groth (13), Hinrichs (13)                            | Hans-Erich Viet, Leo P. Ard, Rainer Butt                                                   | Hans-Erich Viet                             | |
| 213 | Kopfgeldjäger                               | BR                                   | 21. Nov. 1999 | Silvia Jansen, Jürgen Tauber                              | Jansen (5), Tauber (2)                               | Wolfgang Limmer                                                                            | Ulrich Stark                                | |
| 214 | Blutiges Eis                                | MDR                                  | 23. Jan. 2000 | Schmücke und Schneider                                    | Schmücke (11), Schneider (11)                        | Michael Illner, Scarlett Kleint                                                            | Dietmar Klein                               | |
| 215 | Totenstille                                 | HR                                   | 6. Feb. 2000  | Schlosser, Reeding, Grosche                               | Schlosser (3), Reeding (3), Grosche (3)              | Rudolf Bergmann, Rolf Silber                                                               | Marc Hertel                                 | Letzter Fall mit Chantal de Freitas als Reeding. |
| 216 | Ihr größter Fall                            | NDR                                  | 27. Feb. 2000 | Groth, Hinrichs                                           | Groth (14), Hinrichs (14)                            | Hans-Erich Viet, Edmund Grote                                                              | Hans-Erich Viet                             | Letzter Fall mit Groth. |
| 217 | Böse Wetter                                 | MDR                                  | 19. März 2000 | Schmücke und Schneider                                    | Schmücke (12), Schneider (12)                        | Peter Scheibler                                                                            | Marco Serafini                              | |
| 218 | La Paloma                                   | WDR                                  | 7. Mai 2000   | Sigi Möller, Kalle Küppers                                | Möller (5), Küppers (5)                              | Margot Rothkirch, Michael Fengler                                                          | Ulrich Stark                                | |
| 219 | Bruderliebe                                 | WDR                                  | 17. Sep. 2000 | Sigi Möller, Kalle Küppers                                | Möller (6), Küppers (6)                              | Dirk Salomon, Thomas Wesskamp                                                              | Ulrich Stark                                | |
| 220 | Bis zur letzten Sekunde                     | MDR                                  | 8. Okt. 2000  | Schmücke und Schneider                                    | Schmücke (13), Schneider (13)                        | Marlies Ewald                                                                              | Bodo Fürneisen                              | |
| 221 | Verzeih mir                                 | BR                                   | 22. Okt. 2000 | Silvia Jansen, Jürgen Tauber                              | Jansen (6), Tauber (3)                               | Horst Vocks                                                                                | Hartmut Griesmayr                           | Letzter Fall mit Silvia Jansen. |
| 222 | Die Macht und ihr Preis                     | NDR                                  | 5. Nov. 2000  | Hinrichs und Dieckmann                                    | Hinrichs (15), Dieckmann (1)                         | Edmund Grote, Hans-Erich Viet                                                              | Hans-Erich Viet                             | Erster Fall mit Dieckmann. War als letzter Fall mit Groth (†) geplant. |
| 223 | Tote erben nicht                            | MDR                                  | 19. Nov. 2000 | Schmücke und Schneider                                    | Schmücke (14), Schneider (14)                        | Peter Kahane                                                                               | Jan Růžička                                 | |
| 224 | Gelobtes Land                               | BR                                   | 14. Jan. 2001 | Tauber und Obermaier                                      | Obermaier (1), Tauber (4)                            | Christian Jeltsch                                                                          | Peter Patzak                                | Erster Fall mit dem Team Tauber und Obermaier. |
| 225 | Jugendwahn                                  | MDR                                  | 21. Jan. 2001 | Schmücke und Schneider                                    | Schmücke (15), Schneider (15)                        | Wolfgang Hesse                                                                             | Bodo Fürneisen                              | |
| 226 | Bis unter die Haut                          | HR                                   | 4. Feb. 2001  | Schlosser, Reeding, Grosche                               | Schlosser (4), Reeding (4/1), Grosche (4)            | Rudolf Bergmann, Rolf Silber                                                               | Marc Hertel                                 | Letzter Fall mit Grosche; Dennenesch Zoudé ersetzt Chantal de Freitas als Carol Reeding. |
| 227 | Bei Klingelzeichen Mord                     | ORB                                  | 18. Feb. 2001 | Rosenbaum, Krause                                         | Rosenbaum (2), Krause (2)                            | Stefan Kolditz                                                                             | Andreas Kleinert                            | |
| 228 | Zerstörte Träume                            | MDR                                  | 18. März 2001 | Schmücke und Schneider                                    | Schmücke (16), Schneider (16)                        | Bodo Fürneisen                                                                             | Bodo Fürneisen                              | |
| 229 | Seestück mit Mädchen                        | NDR                                  | 8. Apr. 2001  | Hinrichs und Diekmann                                     | Hinrichs (16), Diekmann (2)                          | Michael Illner                                                                             | Helmut Förnbacher                           | Robert Dieckmann heißt ab dieser Folge Holm Diekmann. |
| 230 | Die Frau des Fleischers                     | NDR                                  | 4. Juni 2001  | Hinrichs, Diekmann                                        | Hinrichs (17), Diekmann (3)                          | Douglas Welbat                                                                             | Peter Kahane                                | |
| 231 | Kurschatten                                 | MDR                                  | 24. Juni 2001 | Schmücke und Schneider                                    | Schmücke (17), Schneider (17)                        | Scarlett Kleint, Michael Illner                                                            | Marco Serafini                              | Jubiläumsfolge zum 30. Geburtstag der Reihe mit zahlreichen ehemaligen und zeitgenössischen Polizeiruf-Darstellern. |
| 232 | Fluch der guten Tat                         | BR                                   | 1. Juli 2001  | Tauber und Obermaier                                      | Obermaier (2), Tauber (5)                            | Peter Probst                                                                               | Hans-Günther Bücking                        | |
| 233 | Angst                                       | ORB                                  | 16. Dez. 2001 | Rosenbaum, Krause                                         | Rosenbaum (3), Krause (3)                            | Stefan Kolditz                                                                             | Manuel Siebenmann                           | |
| 234 | Fliegende Holländer                         | WDR                                  | 30. Dez. 2001 | Sigi Möller, Kalle Küppers                                | Möller (7), Küppers (7)                              | Margot Rothkirch, Michael Fengler                                                          | Ulrich Stark                                | |
| 235 | Um Kopf und Kragen                          | BR                                   | 13. Jan. 2002 | Tauber und Obermaier                                      | Obermaier (3), Tauber (6)                            | Carolin Otto                                                                               | Peter Patzak                                | |
| 236 | Grauzone                                    | HR                                   | 3. Feb. 2002  | Schlosser, Reeding, Dreyer                                | Schlosser (5), Reeding (5/2), Dreyer (1)             | Rudolf Bergmann, Rolf Silber                                                               | Marc Hertel                                 | |
| 237 | Henkersmahlzeit                             | MDR                                  | 17. März 2002 | Schmücke und Schneider                                    | Schmücke (18), Schneider (18)                        | Peter Probst                                                                               | Hartmut Griesmayr                           | |
| 238 | Der Spieler                                 | MDR                                  | 12. Mai 2002  | Schmücke und Schneider                                    | Schmücke (19), Schneider (19)                        | Peter Kahane                                                                               | Jürgen Brauer                               | |
| 239 | Silikon Walli                               | BR                                   | 26. Mai 2002  | Tauber und Obermaier                                      | Obermaier (4), Tauber (7)                            | Wolfgang Limmer                                                                            | Manfred Stelzer                             | |
| 240 | Memory                                      | NDR                                  | 23. Juni 2002 | Hinrichs und Diekmann                                     | Hinrichs (18), Diekmann (4)                          | Michael Illner, Frank Sommer                                                               | Hans-Erich Viet                             | |
| 241 | Wandas letzter Gang                         | ORB                                  | 30. Juni 2002 | Rosenbaum, Krause                                         | Rosenbaum (4), Krause (4)                            | Stefan Kolditz                                                                             | Bernd Böhlich                               | Letzter Fall mit Rosenbaum. |
| 242 | Braut in Schwarz                            | ORB                                  | 21. Juli 2002 | Herz, Krause                                              | Herz (1), Krause (5)                                 | Scarlett Kleint                                                                            | Bodo Fürneisen                              | Erster Fall mit Herz und Krause. |
| 243 | Vom Himmel gefallen                         | NDR                                  | 4. Aug. 2002  | Hinrichs und Diekmann                                     | Hinrichs (19), Diekmann (5)                          | Rudolf Anders, Ernst Josef Lauscher                                                        | Dieter Laske                                | Letzter Fall mit Diekmann |
| 244 | Angst um Tessa Bülow                        | MDR                                  | 15. Sep. 2002 | Schmücke und Schneider                                    | Schmücke (20), Schneider (20)                        | Axel Götz                                                                                  | Hans Werner                                 | |
| 245 | Tiefe Wunden                                | BR                                   | 19. Jan. 2003 | Tauber und Obermaier                                      | Obermaier (5), Tauber (8)                            | Christian Limmer                                                                           | Buddy Giovinazzo                            | Deutscher Fernsehpreis 2003: Bester Schauspieler Fernsehfilm Edgar Selge. |
| 246 | Die Schlacht                                | ORB                                  | 2. Feb. 2003  | Herz, Krause                                              | Herz (2), Krause (6)                                 | Scarlett Kleint, Michael Illner                                                            | Thomas Bohn                                 | |
| 247 | Abseitsfalle                                | HR                                   | 23. Feb. 2003 | Schlosser, Reeding, Dreyer                                | Schlosser (6), Reeding (6/3), Dreyer (2)             | Arne Sommer                                                                                | Marc Hertel                                 | Letzter Fall mit Schlosser, Reeding und Dreyer. |
| 248 | Kopf in der Schlinge                        | MDR                                  | 16. März 2003 | Schmücke und Schneider                                    | Schmücke (21), Schneider (21)                        | Sabine Thiesler                                                                            | Hartmut Griesmayr                           | |
| 249 | Pech und Schwefel                           | BR                                   | 4. Mai 2003   | Tauber und Obermaier                                      | Obermaier (6), Tauber (9)                            | Klaus Krämer, Kaspar von Erffa                                                             | Klaus Krämer                                | Deutscher Fernsehpreis 2003: Bester Schauspieler Fernsehfilm Edgar Selge. |
| 250 | Doktorspiele                                | MDR                                  | 29. Juni 2003 | Schmücke und Schneider                                    | Schmücke (22), Schneider (22)                        | Scarlett Kleint, Michael Illner                                                            | Marco Serafini                              | |
| 251 | Mama kommt bald wieder                      | MDR                                  | 7. Sep. 2003  | Schmücke und Schneider                                    | Schmücke (23), Schneider (23)                        | Lutz Schön                                                                                 | Jürgen Bretzinger                           | |
| 252 | Verloren                                    | NDR                                  | 21. Sep. 2003 | Hinrichs und Törner                                       | Hinrichs (20), Törner (1)                            | Beate Langmaack                                                                            | Andreas Kleinert                            | Erster Fall mit Törner. |
| 253 | Das Zeichen                                 | RBB                                  | 15. Feb. 2004 | Herz, Krause                                              | Herz (3), Krause (7)                                 | Marlis Ewald                                                                               | Bodo Fürneisen                              | |
| 254 | Barbarossas Rache                           | MDR                                  | 7. März 2004  | Schmücke und Schneider                                    | Schmücke (24), Schneider (24)                        | Felix Huby                                                                                 | Hartmut Griesmayr                           | |
| 255 | Rosentod                                    | MDR                                  | 21. März 2004 | Schmücke und Schneider                                    | Schmücke (25), Schneider (25)                        | Hans Werner, Dieter Chill                                                                  | Hans Werner                                 | |
| 256 | Dumm wie Brot                               | NDR                                  | 23. Mai 2004  | Hinrichs und Törner                                       | Hinrichs (21), Törner (2)                            | Beate Langmaack                                                                            | Kai Wessel                                  | |
| 257 | Mein letzter Wille                          | WDR                                  | 31. Mai 2004  | Sigi Möller, Kalle Küppers                                | Möller (8), Küppers (8)                              | Thomas Wesskamp, Dirk Salomon                                                              | Ulrich Stark                                | Letzter Fall mit Möller und Küppers |
| 258 | Vater Unser                                 | BR                                   | 22. Aug. 2004 | Tauber und Obermaier                                      | Obermaier (7), Tauber (10)                           | Christian Jeltsch                                                                          | Bernd Schadewald                            | |
| 259 | Winterende                                  | NDR                                  | 12. Sep. 2004 | Hinrichs und Törner                                       | Hinrichs (22), Törner (3)                            | Beate Langmaack                                                                            | Andreas Kleinert                            | |
| 260 | Der Prinz von Homburg                       | HR                                   | 26. Sep. 2004 | Keller                                                    | Keller (1)                                           | Titus Selge                                                                                | Titus Selge                                 | |
| 261 | Die Maß ist voll                            | BR                                   | 3. Okt. 2004  | Tauber und Obermaier                                      | Obermaier (8), Tauber (11)                           | Klaus Krämer                                                                               | Klaus Krämer                                | |
| 262 | Ein Bild von einem Mörder                   | MDR                                  | 19. Dez. 2004 | Schmücke und Schneider                                    | Schmücke (26), Schneider (26)                        | Lise Reiner-Brast, Thomas Jacob                                                            | Thomas Jacob                                | Gastauftritt von Andreas Schmidt-Schaller als Privatdetektiv Thomas Grawe. |
| 263 | Der scharlachrote Engel                     | BR                                   | 20. Feb. 2005 | Tauber und Obermaier                                      | Obermaier (9), Tauber (12)                           | Günter Schütter                                                                            | Dominik Graf                                | Adolf-Grimme-Preis mit Gold an Günter Schütter, Dominik Graf, Michaela May, Edgar Selge und Nina Kunzendorf. Deutscher Fernsehpreis 2005: Beste Krimi-Reihe.                                                                              |
| 264 | Dettmanns weite Welt                        | RBB                                  | 27. Feb. 2005 | Herz, Krause                                              | Herz (4), Krause (8)                                 | Bernd Böhlich                                                                              | Bernd Böhlich                               | |
| 265 | Heimkehr in den Tod                         | MDR                                  | 1. Mai 2005   | Schmücke und Schneider                                    | Schmücke (27), Schneider (27)                        | Clemens Berger                                                                             | Karola Hattop                               | |
| 266 | Resturlaub                                  | NDR                                  | 16. Mai 2005  | Hinrichs und Törner                                       | Hinrichs (23), Törner (4)                            | Beate Langmaack                                                                            | Hannu Salonen                               | |
| 267 | Die Prüfung                                 | BR                                   | 3. Juli 2005  | Tauber und Obermaier                                      | Obermaier (10), Tauber (13)                          | Boris Gullotta                                                                             | Eoin Moore                                  | |
| 268 | Vergewaltigt                                | RBB                                  | 17. Juli 2005 | Herz, Krause                                              | Herz (5), Krause (9)                                 | Stefan Kolditz                                                                             | Christian von Castelberg                    | |
| 269 | Vollgas                                     | MDR                                  | 11. Sep. 2005 | Schmücke und Schneider                                    | Schmücke (28), Schneider (28)                        | Felix Huby                                                                                 | Hartmut Griesmayr                           | |
| 270 | Die Tote aus der Saale                      | MDR                                  | 4. Dez. 2005  | Schmücke und Schneider                                    | Schmücke (29), Schneider (29)                        | Clemens Berger, Lutz Schön                                                                 | Marco Serafini                              | |
| 271 | Vorwärts wie rückwärts                      | NDR                                  | 11. Dez. 2005 | Hinrichs und Törner                                       | Hinrichs (24), Törner (5)                            | Beate Langmaack                                                                            | Hannu Salonen                               | Letzter Fall mit Törner. |
| 272 | Kleine Frau                                 | RBB                                  | 8. Jan. 2006  | Herz, Krause                                              | Herz (6), Krause (10)                                | Stefan Rogall                                                                              | Andreas Kleinert                            | Adolf-Grimme-Preis an Stefan Rogall, Andreas Kleinert, Thomas Plenert (Kamera), Imogen Kogge und Johanna Gastdorf. |
| 273 | Die Mutter von Monte Carlo                  | HR                                   | 29. Jan. 2006 | Keller                                                    | Keller (2)                                           | Titus Selge                                                                                | Titus Selge                                 | Gastauftritt von Jörg Schüttauf als Frankfurter Tatort-Kommissar Fritz Dellwo |
| 274 | Schneewittchen                              | MDR                                  | 12. Feb. 2006 | Schmücke und Schneider                                    | Schmücke (30), Schneider (30)                        | Rodica Doehnert                                                                            | Christiane Balthasar                        | |
| 275 | Tod im Ballhaus                             | MDR                                  | 9. Apr. 2006  | Schmücke und Schneider                                    | Schmücke (31), Schneider (31)                        | Peter Kahane, Hans Werner                                                                  | Hans Werner                                 | |
| 276 | Matrosenbraut                               | NDR                                  | 30. Apr. 2006 | Hinrichs und Tellheim                                     | Hinrichs (25), Tellheim (1)                          | Beate Langmaack                                                                            | Christine Hartmann                          | Erster Fall mit Tellheim. |
| 277 | Er sollte tot                               | BR                                   | 6. Aug. 2006  | Tauber und Obermaier                                      | Obermaier (11), Tauber (14)                          | Rolf Basedow                                                                               | Dominik Graf                                | Adolf-Grimme-Preis an Rolf Basedow, Dominik Graf, Edgar Selge und Rosalie Thomass. Sonderpreis für das Drehbuch beim Fernsehfilmfestival Baden-Baden 2006. Deutscher Fernsehpreis 2006: Förderpreis an Rosalie Thomass.                   |
| 278 | Bis dass der Tod euch scheidet              | MDR                                  | 13. Aug. 2006 | Schmücke und Schneider                                    | Schmücke (32), Schneider (32)                        | Kerstin Höckel, Michael Wallner                                                            | Elsa Kern                                   | |
| 279 | Traumtod                                    | NDR                                  | 3. Sep. 2006  | Hinrichs und Tellheim                                     | Hinrichs (26), Tellheim (2)                          | Ulli Stephan                                                                               | Christine Hartmann                          | |
| 280 | Die Lettin und ihr Lover                    | HR                                   | 17. Sep. 2006 | Keller                                                    | Keller (3)                                           | Titus Selge                                                                                | Titus Selge                                 | |
| 281 | Mit anderen Augen                           | BR                                   | 22. Okt. 2006 | Tauber und Obermaier                                      | Obermaier (12), Tauber (15)                          | Christian Limmer                                                                           | Buddy Giovinazzo                            | |
| 282 | Dunkler Sommer                              | NDR                                  | 14. Jan. 2007 | Hinrichs und Tellheim                                     | Hinrichs (27), Tellheim (3)                          | Ulli Stephan                                                                               | Hendrik Handloegten                         | |
| 283 | Taubers Angst                               | BR                                   | 4. Feb. 2007  | Tauber und Obermaier                                      | Obermaier (13), Tauber (16)                          | Klaus Krämer                                                                               | Klaus Krämer                                | |
| 284 | Tod in der Bank                             | MDR                                  | 13. Mai 2007  | Schmücke und Schneider                                    | Schmücke (33), Schneider (33)                        | Hans-Werner Honert                                                                         | Dirk Regel                                  | |
| 285 | Gefährliches Vertrauen                      | RBB                                  | 3. Juni 2007  | Herz, Krause                                              | Herz (7), Krause (11)                                | Felix Mennen, Jan Hellstern                                                                | Bodo Fürneisen                              | |
| 286 | Verstoßen                                   | MDR                                  | 17. Juni 2007 | Schmücke und Schneider                                    | Schmücke (34), Schneider (34)                        | Nicolas Jacob, Olaf Winkler, Marco Serafini                                                | Marco Serafini                              | |
| 287 | Tod eines Fahnders                          | MDR                                  | 19. Aug. 2007 | Schmücke und Schneider                                    | Schmücke (35), Schneider (35)                        | Clemens Berger                                                                             | Wolfgang Münstermann                        | |
| 288 | Farbwechsel                                 | NDR                                  | 2. Sep. 2007  | Hinrichs und Tellheim                                     | Hinrichs (28), Tellheim (4)                          | Rolf Greulich                                                                              | Hans-Erich Viet                             | |
| 289 | Jenseits                                    | BR                                   | 4. Nov. 2007  | Tauber und Obermaier                                      | Obermaier (14), Tauber (17)                          | Markus Thebe, Boris Gullotta                                                               | Eoin Moore                                  | |
| 290 | Kellers Kind                                | HR                                   | 13. Jan. 2008 | Keller                                                    | Keller (4)                                           | Titus Selge                                                                                | Titus Selge                                 | |
| 291 | Geliebter Mörder                            | RBB                                  | 3. Feb. 2008  | Herz, Krause                                              | Herz (8), Krause (12)                                | Daniela Mohr                                                                               | Christiane Balthasar                        | |
| 292 | Wie ist die Welt so stille                  | BR                                   | 13. Apr. 2008 | Tauber und Obermaier                                      | Obermaier (15), Tauber (18)                          | Alexander Buresch, Alain Gsponer                                                           | Alain Gsponer                               | |
| 293 | Keiner schreit                              | MDR                                  | 1. Juni 2008  | Schmücke und Schneider                                    | Schmücke (36), Schneider (36)                        | Annette Hess, Alexander Pfeuffer                                                           | Jürgen Brauer                               | |
| 294 | Rosis Baby                                  | BR                                   | 3. Aug. 2008  | Tauber und Obermaier                                      | Obermaier (16), Tauber (19)                          | Matthias Pacht, Alexander Buresch                                                          | Andreas Kleinert                            | |
| 295 | Verdammte Sehnsucht                         | RBB                                  | 24. Aug. 2008 | Herz, Krause                                              | Herz (9), Krause (13)                                | Stefan Rogall                                                                              | Bodo Fürneisen                              | |
| 296 | Taximord                                    | MDR                                  | 7. Sep. 2008  | Schmücke und Schneider                                    | Schmücke (37), Schneider (37)                        | Arthur Böttger                                                                             | Mathias Luther                              | |
| 297 | Eine Maria aus Stettin                      | NDR                                  | 21. Sep. 2008 | Hinrichs und Tellheim                                     | Hinrichs (29), Tellheim (5)                          | Eckhard Theophil                                                                           | Stefan Wagner                               | |
| 298 | Wolfsmilch                                  | MDR                                  | 2. Nov. 2008  | Schmücke und Schneider                                    | Schmücke (38), Schneider (38)                        | Hans-Werner Honert                                                                         | Hajo Gies                                   | |
| 299 | Schweineleben                               | NDR                                  | 11. Jan. 2009 | Hinrichs und Tellheim                                     | Hinrichs (30), Tellheim (6)                          | Rolf Greulich                                                                              | Eoin Moore                                  | |
| 300 | Fehlschuss                                  | MDR                                  | 5. Apr. 2009  | Schmücke und Schneider                                    | Schmücke (39), Schneider (39)                        | Thorsten Näter                                                                             | Thorsten Näter                              | |
| 301 | Der Tod und das Mädchen                     | MDR                                  | 17. Mai 2009  | Schmücke und Schneider                                    | Schmücke (40), Schneider (40)                        | Xaõ Seffcheque, Jürgen Starbatty                                                           | Karola Hattop                               | |
| 302 | Die armen Kinder von Schwerin               | NDR                                  | 28. Juni 2009 | Hinrichs und Tellheim                                     | Hinrichs (31), Tellheim (7)                          | Christine Hartmann, Eckhard Theophil                                                       | Christine Hartmann                          | Letzter Fall mit Hinrichs und Tellheim. |
| 303 | Tod im Atelier                              | MDR                                  | 9. Aug. 2009  | Schmücke und Schneider                                    | Schmücke (41), Schneider (41)                        | Thorsten Näter                                                                             | Thorsten Näter                              | |
| 304 | Alles Lüge                                  | RBB                                  | 30. Aug. 2009 | Herz, Krause                                              | Herz (10), Krause (14)                               | Stefan Rogall                                                                              | Ed Herzog                                   | |
| 305 | Endspiel                                    | BR                                   | 8. Nov. 2009  | Tauber und Obermaier                                      | Obermaier (17), Tauber (20)                          | Alexander Adolph                                                                           | Andreas Kleinert                            | Letzter Fall mit Obermaier und Tauber. |
| 306 | Klick gemacht                               | BR                                   | 29. Nov. 2009 | Papen, Steiger                                            | Papen (1), Steiger (1)                               | Christian Jeltsch                                                                          | Stephan Wagner                              | Einziger Fall mit Jörg Hube (†). |
| 307 | Falscher Vater                              | RBB                                  | 20. Dez. 2009 | Herz, Krause                                              | Herz (11), Krause (15)                               | Nils Willbrandt, Claudia Kock                                                              | Nils Willbrandt                             | |
| 308 | Schatten                                    | MDR                                  | 7. März 2010  | Schmücke und Schneider                                    | Schmücke (42), Schneider (42)                        | Hans-Werner Honert, Renate Ziemer                                                          | Jorgo Papavassiliou                         | |
| 309 | Blutiges Geld                               | MDR                                  | 5. Apr. 2010  | Schmücke, Schneider und Lindner                           | Schmücke (43), Schneider (43), Lindner (1)           | Michael Arnal, Hans Werner                                                                 | Hans Werner                                 | Erster Fall mit Nora Lindner, die das Team Schmücke und Schneider verstärkt. |
| 310 | Die Lücke, die der Teufel lässt             | BR                                   | 11. Apr. 2010 | Steiger                                                   | Steiger (2)                                          | Dirk Kämper                                                                                | Lars Montag                                 | Der 2009 verstorbene Jörg Hube (Friedrich Papen) wird durch ein Double ersetzt. |
| 311 | Einer von uns                               | NDR                                  | 18. Apr. 2010 | Bukow und König                                           | Bukow (1), König (1)                                 | Eoin Moore                                                                                 | Eoin Moore                                  | Erster Fall von Katrin König und Alexander Bukow. |
| 312 | Aquarius                                    | NDR                                  | 2. Mai 2010   | Bukow und König                                           | Bukow (2), König (2)                                 | Edward Berger, Martin Rosefeldt                                                            | Edward Berger                               | |
| 313 | Zapfenstreich                               | BR                                   | 9. Mai 2010   | Steiger, Reiter                                           | Steiger (3), Reiter (1)                              | Andreas Schlüter, Mario Giordano                                                           | Christoph Stark                             | Letzter Fall mit Ulrike Steiger. Einziger Fall mit Reiter. |
| 314 | Risiko                                      | MDR                                  | 15. Aug. 2010 | Schmücke, Schneider und Lindner                           | Schmücke (44), Schneider (44), Lindner (2)           | Xaõ Seffcheque, Jürgen Starbatty                                                           | Thorsten Schmidt                            | |
| 315 | Fremde im Spiegel                           | RBB                                  | 7. Nov. 2010  | Herz, Krause                                              | Herz (12), Krause (16)                               | Annette Hess                                                                               | Ed Herzog                                   | Letzter Fall mit Johanna Herz. |
| 316 | Feindbild                                   | NDR                                  | 6. Feb. 2011  | Bukow und König                                           | Bukow (3), König (3)                                 | Eoin Moore                                                                                 | Eoin Moore                                  | Grimme-Preis-Nominierung „Spezial“ 2012 an Charly Hübner und Anneke Kim Sarnau. |
| 317 | Leiser Zorn                                 | MDR                                  | 13. März 2011 | Schmücke, Schneider und Lindner                           | Schmücke (45), Schneider (45), Lindner (3)           | Thorsten Näter                                                                             | Thorsten Näter                              | |
| 318 | Ein todsicherer Plan                        | MDR                                  | 17. Apr. 2011 | Schmücke, Schneider und Lindner                           | Schmücke (46), Schneider (46), Lindner (4)           | Matthias Herbert                                                                           | Jorgo Papavassiliou                         | |
| 319 | …und raus bist du!                          | NDR                                  | 22. Mai 2011  | Bukow und König                                           | Bukow (4), König (4)                                 | Wolfgang Stauch                                                                            | Christian von Castelberg                    | Grimme-Preis-Nominierung „Spezial“ 2012 an Charly Hübner und Anneke Kim Sarnau. |
| –   | Im Alter von …                              | Fernsehen der DDR (1974); MDR (2011) | 23. Juni 2011 | Peter Fuchs, Vera Arndt, Jürgen Hübner                    | Fuchs, Arndt, Hübner                                 | Heinz H. Seibert                                                                           | Heinz H. Seibert (1974), Hans Werner (2011) | Film sollte vor der Fertigstellung auf Anordnung vernichtet werden. Das 2009 aufgefundene Kameranegativ wurde neu bearbeitet und synchronisiert.                                                                                          |
| 320 | Die verlorene Tochter                       | RBB                                  | 26. Juni 2011 | Olga Lenski und Horst Krause                              | Lenski (1), Krause (17)                              | Annette Hess, Bernd Böhlich                                                                | Bernd Böhlich                               | Erster Fall mit Olga Lenski, Jubiläumsfolge 40 Jahre Polizeiruf. |
| 321 | Cassandras Warnung                          | BR                                   | 21. Aug. 2011 | von Meuffels und Burnhauser                               | von Meuffels (1), Burnhauser (1)                     | Günter Schütter                                                                            | Dominik Graf                                | Erster Fall mit von Meuffels und Burnhauser. Hamburger Krimipreis 2012 an Dominik Graf. Nominiert für den Grimme-Preis 2012. |
| 322 | Denn sie wissen nicht, was sie tun          | BR                                   | 23. Sep. 2011 | von Meuffels und Burnhauser                               | von Meuffels (2), Burnhauser (2)                     | Christian Jeltsch                                                                          | Hans Steinbichler                           | Wegen Jugendschutzbedenken des BR Freitags um 22:00 Uhr ausgestrahlt. Nominiert für die Wettbewerbe des Fernsehfilm-Festivals Baden-Baden 2011.                                                                                           |
| 323 | Blutige Straße                              | MDR                                  | 30. Okt. 2011 | Schmücke, Schneider und Lindner                           | Schmücke (47), Schneider (47), Lindner (5)           | Hans-Werner Honert                                                                         | Dror Zahavi                                 | |
| 324 | Zwei Brüder                                 | RBB                                  | 13. Nov. 2011 | Olga Lenski und Horst Krause                              | Lenski (2), Krause (18)                              | Stefan Kuhlmann, Nils Willbrandt                                                           | Nils Willbrandt                             | |
| 325 | Einer trage des anderen Last                | NDR                                  | 19. Feb. 2012 | Bukow und König                                           | Bukow (5), König (5)                                 | Eckhard Theophil                                                                           | Christian von Castelberg                    | |
| 326 | Raubvögel                                   | MDR                                  | 18. März 2012 | Schmücke, Schneider und Lindner                           | Schmücke (48), Schneider (48), Lindner (6)           | Andreas Pflüger                                                                            | Esther Wenger                               | |
| 327 | Die Gurkenkönigin                           | RBB                                  | 15. Apr. 2012 | Tamara Rusch, Horst Krause                                | Rusch (1), Krause (19)                               | Wolfgang Stauch                                                                            | Ed Herzog                                   | Tamara Rusch vertritt die schwangere Olga Lenski. Nominiert für die Wettbewerbe des Fernsehfilm-Festivals Baden-Baden 2012. |
| 328 | Schuld                                      | BR                                   | 29. Apr. 2012 | von Meuffels und Burnhauser                               | von Meuffels (3), Burnhauser (3)                     | Stefan Kolditz                                                                             | Hans Steinbichler                           | Deutscher Schauspielerpreis 2013: Bestes Ensemble. Nominiert für den Grimme-Preis 2013. |
| 329 | Bullenklatschen                             | MDR                                  | 20. Mai 2012  | Schmücke, Schneider und Lindner                           | Schmücke (49), Schneider (49), Lindner (7)           | Matthias Herbert                                                                           | Thorsten Schmidt                            | |
| 330 | Stillschweigen                              | NDR                                  | 30. Sep. 2012 | Bukow und König                                           | Bukow (6), König (6)                                 | Eoin Moore                                                                                 | Eoin Moore                                  | |
| 331 | Fieber                                      | BR                                   | 4. Nov. 2012  | von Meuffels und Burnhauser                               | von Meuffels (4), Burnhauser (4)                     | Alexander Buresch, Matthias Pacht                                                          | Hendrik Handloegten                         | Uraufgeführt am 30. September 2012 beim Filmfest Hamburg |
| 332 | Eine andere Welt                            | RBB                                  | 23. Dez. 2012 | Olga Lenski und Horst Krause                              | Lenski (3), Krause (20)                              | Clemens Murath                                                                             | Nicolai Rohde                               | |
| 333 | Fischerkrieg                                | NDR                                  | 20. Jan. 2013 | Bukow und König                                           | Bukow (7), König (7)                                 | Florian Oeller                                                                             | Alexander Dierbach                          | Bayerischer Fernsehpreis 2013 an Charly Hübner als bester Schauspieler in der Kategorie „Serien und Reihen“ |
| 334 | Laufsteg in den Tod                         | MDR                                  | 3. März 2013  | Schmücke, Schneider und Lindner                           | Schmücke (50), Schneider (50), Lindner (8)           | Hans Werner, Peter Gust                                                                    | Hans Werner                                 | Letzter Fall des gesamten Teams. Mit 9,37 Millionen Zuschauern die erfolgreichste Folge seit fast 20 Jahren und die dritterfolgreichste Folge überhaupt.                                                                                  |
| 335 | Vor aller Augen                             | RBB                                  | 5. Mai 2013   | Olga Lenski und Horst Krause                              | Lenski (4), Krause (21)                              | Bernd Böhlich                                                                              | Bernd Böhlich                               | |
| 336 | Der Tod macht Engel aus uns allen           | BR                                   | 14. Juli 2013 | von Meuffels und Burnhauser                               | von Meuffels (5), Burnhauser (5)                     | Günter Schütter                                                                            | Jan Bonny                                   | Uraufgeführt am 4. Juli 2013 beim Filmfest München Jürgen-Roland-Preis 2014 für Regisseur Jan Bonny Letzter Fall mit Burnhauser. |
| 337 | Zwischen den Welten                         | NDR                                  | 25. Aug. 2013 | Bukow und König                                           | Bukow (8), König (8)                                 | Michael B. Müller, Jens Köster, Drehbuchbearbeitung: Thomas Stiller, Headautor: Eoin Moore | René Heisig                                 | |
| 338 | Kinderparadies                              | BR                                   | 29. Sep. 2013 | von Meuffels                                              | von Meuffels (6)                                     | Daniel Nocke, Leander Haußmann                                                             | Leander Haußmann                            | |
| 339 | Der verlorene Sohn                          | MDR                                  | 13. Okt. 2013 | Brasch und Drexler                                        | Brasch (1), Drexler (1)                              | Christoph Fromm, Friedemann Fromm                                                          | Friedemann Fromm                            | Erster Fall mit Brasch und Drexler |
| 340 | Wolfsland                                   | RBB                                  | 15. Dez. 2013 | Olga Lenski und Horst Krause                              | Lenski (5), Krause (22)                              | Rainer Butt, Ed Herzog                                                                     | Ed Herzog                                   | |
| 341 | Liebeswahn                                  | NDR                                  | 12. Jan. 2014 | Bukow und König                                           | Bukow (9), König (9)                                 | Thomas Stiller                                                                             | Thomas Stiller                              | |
| 342 | Käfer und Prinzessin                        | RBB                                  | 6. Apr. 2014  | Olga Lenski und Horst Krause                              | Lenski (6), Krause (23)                              | Clemens Murath                                                                             | Robert Thalheim                             | |
| 343 | Abwärts                                     | MDR                                  | 6. Juli 2014  | Brasch und Drexler                                        | Brasch (2), Drexler (2)                              | Nils Willbrandt                                                                            | Nils Willbrandt                             | |
| 344 | Morgengrauen                                | BR                                   | 24. Aug. 2014 | von Meuffels                                              | von Meuffels (7)                                     | Alexander Adolph                                                                           | Alexander Adolph                            | |
| 345 | Smoke on the Water                          | BR                                   | 19. Okt. 2014 | von Meuffels                                              | von Meuffels (8)                                     | Günter Schütter                                                                            | Dominik Graf                                | |
| 346 | Familiensache                               | NDR                                  | 2. Nov. 2014  | Bukow und König                                           | Bukow (10), König (10)                               | Eoin Moore                                                                                 | Eoin Moore                                  | Uraufführung und Auszeichnung mit dem TV-Produzentenpreis beim Filmfest Hamburg 2014 |
| 347 | Eine mörderische Idee                       | MDR                                  | 9. Nov. 2014  | Brasch und Drexler                                        | Brasch (3), Drexler (3)                              | Stephan Brüggenthies, Olaf Kaiser, Stephan Rick                                            | Stephan Rick                                | |
| 348 | Hexenjagd                                   | RBB                                  | 14. Dez. 2014 | Olga Lenski und Horst Krause                              | Lenski (7), Krause (24)                              | Kristin Derfler, Angelina Maccarone                                                        | Angelina Maccarone                          | |
| 349 | Sturm im Kopf                               | NDR                                  | 1. März 2015  | Bukow und König                                           | Bukow (11), König (11)                               | Florian Oeller                                                                             | Christian von Castelberg                    | |
| 350 | Ikarus                                      | RBB                                  | 10. Mai 2015  | Olga Lenski und Horst Krause                              | Lenski (8), Krause (25)                              | Uwe Wilhelm                                                                                | Peter Kahane                                | Letzter Fall mit Krause |
| 351 | Kreise                                      | BR                                   | 28. Juni 2015 | von Meuffels und Hermann                                  | von Meuffels (9), Hermann (1)                        | Christian Petzold                                                                          | Christian Petzold                           | |
| 352 | Wendemanöver (1)                            | NDR und MDR                          | 27. Sep. 2015 | Bukow und König und Brasch und Drexler                    | Bukow (12), König (12), Brasch (4), Drexler (4)      | Thomas Kirchner, Eoin Moore und Anika Wangard                                              | Eoin Moore                                  | Erster Teil einer Doppelfolge |
| 353 | Wendemanöver (2)                            | NDR und MDR                          | 4. Okt. 2015  | Bukow und König und Brasch und Drexler                    | Bukow (13), König (13), Brasch (5), Drexler (5)      | Thomas Kirchner, Eoin Moore und Anika Wangard                                              | Eoin Moore                                  | Zweiter Teil einer Doppelfolge; letzter Fall mit Drexler |
| 354 | Grenzgänger                                 | RBB                                  | 20. Dez. 2015 | Olga Lenski und Adam Raczek                               | Lenski (9), Raczek (1)                               | Claudia Boysen, Uwe Wilhelm, Jakob Ziemnicki                                               | Jakob Ziemnicki                             | Erster Fall mit Raczek |
| 355 | Und vergib uns unsere Schuld                | BR                                   | 17. Jan. 2016 | von Meuffels                                              | von Meuffels (10)                                    | Alexander Buresch, Matthias Pacht                                                          | Marco Kreuzpaintner                         | |
| 356 | Der Preis der Freiheit                      | RBB                                  | 17. Apr. 2016 | Lenski und Raczek                                         | Lenski (10), Raczek (2)                              | Michael Vershinin                                                                          | Stephan Rick                                | |
| 357 | Endstation                                  | MDR                                  | 29. Mai 2016  | Brasch und Köhler                                         | Brasch (6), Köhler (1)                               | Stefan Rogall                                                                              | Matthias Tiefenbacher                       | Erster Fall von Dirk Köhler |
| 358 | Wölfe                                       | BR                                   | 11. Sep. 2016 | von Meuffels und Hermann                                  | von Meuffels (11), Hermann (2)                       | Christian Petzold                                                                          | Christian Petzold                           | |
| 359 | Im Schatten                                 | NDR                                  | 16. Okt. 2016 | Bukow und König                                           | Bukow (14), König (14)                               | Florian Oeller                                                                             | Philipp Leinemann                           | |
| 360 | Sumpfgebiete                                | BR                                   | 27. Nov. 2016 | von Meuffels                                              | von Meuffels (12)                                    | Holger Karsten Schmidt, Volker Einrauch                                                    | Hermine Huntgeburth                         | |
| 361 | Angst heiligt die Mittel                    | NDR                                  | 1. Jan. 2017  | Bukow und König                                           | Bukow (15), König (15)                               | Susanne Schneider                                                                          | Christian von Castelberg                    | Vor dem eigentlichen Veröffentlichungstermin ausgestrahlt, da ein geplanter Tatort aufgrund seiner thematischen Nähe zum Anschlag von Berlin kurzfristig verschoben wurde.                                                                |
| 362 | Dünnes Eis                                  | MDR                                  | 12. Feb. 2017 | Brasch und Köhler                                         | Brasch (7), Köhler (2)                               | Eoin Moore, Anika Wangard                                                                  | Jochen Alexander Freydank                   | |
| 363 | Nachtdienst                                 | BR                                   | 7. Mai 2017   | von Meuffels                                              | von Meuffels (13)                                    | Ariela Bogenberger, Astrid Ströher                                                         | Rainer Kaufmann                             | |
| 364 | Muttertag                                   | RBB                                  | 14. Mai 2017  | Lenski und Raczek                                         | Lenski (11), Raczek (3)                              | Eoin Moore, Anika Wangard                                                                  | Eoin Moore                                  | |
| 365 | Einer für alle, alle für Rostock            | NDR                                  | 28. Mai 2017  | Bukow und König                                           | Bukow (16), König (16)                               | Wolfgang Stauch                                                                            | Matthias Tiefenbacher                       | |
| 366 | Das Beste für mein Kind                     | RBB                                  | 3. Dez. 2017  | Lenski und Raczek                                         | Lenski (12), Raczek (4)                              | Elke Rössler, Jakob Ziemnicki                                                              | Jakob Ziemnicki                             | |
| 367 | Starke Schultern                            | MDR                                  | 25. März 2018 | Brasch und Köhler                                         | Brasch (8), Köhler (3)                               | Josef Rusnak                                                                               | Maris Pfeiffer                              | |
| 368 | Demokratie stirbt in Finsternis             | RBB                                  | 29. Apr. 2018 | Lenski und Raczek                                         | Lenski (13), Raczek (5)                              | Matthias Glasner, Mario Salazar                                                            | Matthias Glasner                            | |
| 369 | In Flammen                                  | NDR                                  | 10. Juni 2018 | Bukow und König                                           | Bukow (17), König (17)                               | Florian Oeller                                                                             | Lars-Gunnar Lotz                            | |
| 370 | Das Gespenst der Freiheit                   | BR                                   | 19. Aug. 2018 | von Meuffels                                              | von Meuffels (14)                                    | Günter Schütter                                                                            | Jan Bonny                                   | |
| 371 | Crash                                       | MDR                                  | 23. Sep. 2018 | Brasch und Köhler                                         | Brasch (9), Köhler (4)                               | Wolfgang Stauch                                                                            | Torsten C. Fischer                          | |
| 372 | Für Janina                                  | NDR                                  | 11. Nov. 2018 | Bukow und König                                           | Bukow (18), König (18)                               | Eoin Moore, Anika Wangard                                                                  | Eoin Moore                                  | |
| 373 | Der Fall Sikorska                           | RBB                                  | 25. Nov. 2018 | Lenski und Raczek                                         | Lenski (14), Raczek (6)                              | Bernd Lange, Hans-Christian Schmid                                                         | Stefan Kornatz                              | |
| 374 | Tatorte                                     | BR                                   | 16. Dez. 2018 | von Meuffels und Hermann                                  | von Meuffels (15), Hermann (3)                       | Christian Petzold                                                                          | Christian Petzold                           | Letzter Fall mit von Meuffels |
| 375 | Zehn Rosen                                  | MDR                                  | 10. Feb. 2019 | Brasch und Köhler                                         | Brasch (10), Köhler (5)                              | Wolfgang Stauch                                                                            | Torsten C. Fischer                          | |
| 376 | Kindeswohl                                  | NDR                                  | 7. Apr. 2019  | Bukow und König                                           | Bukow (19), König (19)                               | Christina Sothmann, Lars Jessen                                                            | Lars Jessen                                 | |
| 377 | Mörderische Dorfgemeinschaft                | MDR                                  | 11. Aug. 2019 | Brasch und Köhler                                         | Brasch (11), Köhler (6)                              | Katrin Bühlig                                                                              | Philipp Leinemann                           | Letzter Fall mit Köhler |
| 378 | Heimatliebe                                 | RBB                                  | 25. Aug. 2019 | Lenski und Raczek                                         | Lenski (15), Raczek (7)                              | Christian Bach                                                                             | Christian Bach                              | |
| 379 | Der Ort, von dem die Wolken kommen          | BR                                   | 15. Sep. 2019 | Eyckhoff                                                  | Eyckhoff (1)                                         | Thomas Korte, Michael Proehl                                                               | Florian Schwarz                             | Erster Fall mit Ermittlerin Elisabeth Eyckhoff; Premiere am 24. August 2019 auf dem Festival des deutschen Films |
| 380 | Dunkler Zwilling                            | NDR                                  | 6. Okt. 2019  | Bukow und König                                           | Bukow (20), König (20)                               | Damir Lukacevic, Péter Palátsik                                                            | Damir Lukacevic                             | Uraufführung am 1. Oktober 2019 auf dem Filmfest Hamburg |
| 381 | Die Lüge, die wir Zukunft nennen            | BR                                   | 8. Dez. 2019  | Eyckhoff                                                  | Eyckhoff (2)                                         | Günter Schütter                                                                            | Dominik Graf                                | Premiere am 25. Oktober 2019 auf den Internationalen Hofer Filmtagen |
| 382 | Tod einer Journalistin                      | RBB                                  | 29. Dez. 2019 | Lenski und Raczek                                         | Lenski (16), Raczek (8)                              | Silja Clemens, Stephan Rick, Thorsten Wettcke                                              | Stephan Rick                                | |
| 383 | Söhne Rostocks                              | NDR                                  | 19. Jan. 2020 | Bukow und König                                           | Bukow (21), König (21)                               | Markus Busch                                                                               | Christian von Castelberg                    | |
| 384 | Totes Rennen                                | MDR                                  | 16. Feb. 2020 | Brasch                                                    | Brasch (12)                                          | Stefan Dähnert, Lion H. Lau                                                                | Torsten C. Fischer                          | |
| 385 | Heilig sollt ihr sein!                      | RBB                                  | 3. Mai 2020   | Lenski und Raczek                                         | Lenski (17), Raczek (9)                              | Hendrik Hölzemann                                                                          | Rainer Kaufmann                             | |
| 386 | Der Tag wird kommen                         | NDR                                  | 14. Juni 2020 | Bukow und König                                           | Bukow (22), König (22)                               | Florian Oeller                                                                             | Eoin Moore                                  | |
| 387 | Tod einer Toten                             | MDR                                  | 20. Sep. 2020 | Brasch                                                    | Brasch (13)                                          | Michael Gantenberg, David Nawrath, Paul Salisbury                                          | David Nawrath                               | |
| 388 | Der Verurteilte                             | MDR                                  | 27. Dez. 2020 | Brasch                                                    | Brasch (14)                                          | Jan Braren                                                                                 | Brigitte Maria Bertele                      | |
| 389 | Monstermutter                               | RBB                                  | 31. Jan. 2021 | Lenski und Raczek                                         | Lenski (18), Raczek (10)                             | Christian Bach                                                                             | Christian Bach                              | Letzter Fall mit KHKin Lenski |
| 390 | Sabine                                      | NDR                                  | 14. März 2021 | Bukow und König                                           | Bukow (23), König (23)                               | Florian Oeller                                                                             | Stefan Schaller                             | |
| 391 | An der Saale hellem Strande                 | MDR                                  | 30. Mai 2021  | Koitzsch und Lehmann (Gastauftritt Grawe)                 | Koitzsch (1), Lehmann (1)                            | Clemens Meyer                                                                              | Thomas Stuber                               | Erster Fall für das neue MDR-Team aus Halle (Saale) - Koitzsch (Peter Kurth) und Lehmann (Peter Schneider), Ausstrahlung anlässlich des 50-jährigen Bestehens der Krimireihe. Gastauftritt von Andreas Schmidt-Schaller als Thomas Grawe. |
| 392 | Frau Schrödingers Katze                     | BR                                   | 20. Juni 2021 | Eyckhoff                                                  | Eyckhoff (3)                                         | Clemens Maria Schönborn                                                                    | Oliver Haffner                              | |
| 393 | Bis Mitternacht                             | BR                                   | 5. Sep. 2021  | Eyckhoff                                                  | Eyckhoff (4)                                         | Tobias Kniebe und Josef Wilfling                                                           | Dominik Graf                                | Premiere am 2. Juli 2021 beim Filmfest München 2021, Eyckhoff wechselt zur Mordkommission |
| 394 | Hermann                                     | RBB                                  | 5. Dez. 2021  | Raczek und Luschke                                        | Raczek (11), Luschke (1)                             | Mike Bäuml                                                                                 | Dror Zahavi                                 | |
| 395 | Keiner von uns                              | NDR                                  | 9. Jan. 2022  | Bukow und König                                           | Bukow (24), König (24)                               | Anika Wangard und Eoin Moore                                                               | Eoin Moore                                  | Letzter Fall mit Bukow |
| 396 | Hildes Erbe                                 | RBB                                  | 30. Jan. 2022 | Raczek und Ross                                           | Raczek (12), Ross (1)                                | Anika Wangard und Eoin Moore                                                               | Eoin Moore                                  | |
| 397 | Seine Familie kann man sich nicht aussuchen | NDR                                  | 24. Apr. 2022 | König und Böwe                                            | König (25), Böwe (1)                                 | Florian Oeller                                                                             | Stefan Krohmer                              | Erster Fall mit Böwe als Ermittlerin |
| 398 | Das Licht, das die Toten sehen              | BR                                   | 15. Mai 2022  | Eyckhoff                                                  | Eyckhoff (5)                                         | Sebastian Brauneis, Roderick Warich                                                        | Filippos Tsitos                             | |
| 399 | Black Box                                   | MDR                                  | 3. Juli 2022  | Brasch                                                    | Brasch (15)                                          | Zora Holtfreter                                                                            | Ute Wieland                                 | |
| 400 | Hexen brennen                               | MDR                                  | 30. Okt. 2022 | Brasch                                                    | Brasch (16)                                          | Wolfgang Stauch                                                                            | Ute Wieland                                 | |
| 401 | Abgrund                                     | RBB                                  | 11. Dez. 2022 | Raczek und Ross                                           | Raczek (13), Ross (2)                                | Peter Dommaschk, Ralf Leuther                                                              | Stephan Rick                                | Letzter Fall mit Raczek |
| 402 | Der Gott des Bankrotts                      | RBB                                  | 5. Feb. 2023  | Ross                                                      | Ross (3)                                             | Mike Bäuml                                                                                 | Felix Karolus                               | |
| 403 | Daniel A.                                   | NDR                                  | 19. Feb. 2023 | König und Böwe                                            | König (26), Böwe (2)                                 | Benjamin Hessler                                                                           | Dustin Loose                                | Premiere am 1. September 2022 im Rahmen des Filmkunstfestes Mecklenburg-Vorpommern |
| 404 | Ronny                                       | MDR                                  | 19. März 2023 | Brasch                                                    | Brasch (17)                                          | Jan Braren                                                                                 | Barbara Ott                                 | |
| 405 | Paranoia                                    | BR                                   | 11. Juni 2023 | Eyckhoff                                                  | Eyckhoff (6)                                         | Martin Maurer und Claus Cornelius Fischer                                                  | Tobias Ineichen                             | Letzter Fall mit Eyckhoff, Drehbuchvorlage von Fischer, Überarbeitung von Maurer |
| 406 | Du gehörst mir                              | MDR                                  | 27. Aug. 2023 | Brasch                                                    | Brasch (18)                                          | Khyana el Bitar                                                                            | Jens Wischnewski                            | |
| 407 | Little Boxes                                | BR                                   | 17. Sep. 2023 | Blohm                                                     | Blohm (1)                                            | Stefan Weigl                                                                               | Dror Zahavi                                 | |
| 408 | Cottbus Kopflos                             | RBB                                  | 12. Nov. 2023 | Ross, Luschke und Rogov                                   | Ross (4), Luschke (2), Rogov (2)                     | Mike Bäuml, Axel Hildebrand                                                                | Christoph Schnee                            | |
| 409 | Nur Gespenster                              | NDR                                  | 17. Dez. 2023 | König und Böwe                                            | König (27), Böwe (3)                                 | Astrid Ströher                                                                             | Andreas Herzog                              | |
| 410 | Diebe                                       | NDR                                  | 25. Feb. 2024 | König und Böwe                                            | König (28), Böwe (4)                                 | Elke Schuch                                                                                | Andreas Herzog                              | |
| 411 | Schweine                                    | RBB                                  | 24. März 2024 | Luschke und Rogov                                         | Luschke (3), Rogov (3)                               | Seraina Nyikos, Lucas Flasch, Mike Bäuml und Tomasz E. Rudzik                              | Tomasz E. Rudzik                            | |
| 412 | Der Dicke liebt                             | MDR                                  | 21. Apr. 2024 | Koitzsch und Lehmann                                      | Koitzsch (2), Lehmann (2)                            | Clemens Meyer, Thomas Stuber                                                               | Thomas Stuber                               | |
| 413 | Unsterblich                                 | MDR                                  | 12. Mai 2024  | Brasch                                                    | Brasch (19)                                          | Michael Gantenberg                                                                         | Florian Knittel                             | |
| 414 | Funkensommer                                | BR                                   | 26. Mai 2024  | Blohm                                                     | Blohm (2)                                            | Alexander Adolph                                                                           | Alexander Adolph                            | |
| 415 | Wasserwege                                  | RBB                                  | 13. Okt. 2024 | Ross und Rogov                                            | Ross (5), Rogov (4)                                  | Seraina Nyikos, Lucas Flasch, Mike Bäuml und Felix Karolus                                 | Felix Karolus                               | |
| 416 | Jenseits des Rechts                         | BR                                   | 29. Dez. 2024 | Blohm                                                     | Blohm (3)                                            | Tobias Kniebe                                                                              | Dominik Graf                                | |
| 417 | Widerfahrnis                                | MDR                                  | 4. Mai 2025   | Brasch                                                    | Brasch (20)                                          | Zora Holtfreter, Lucas Thiem                                                               | Umut Dag                                    | |
| 418 | Ein feiner Tag für den Bananenfisch         | BR                                   | 18. Mai 2025  | Blohm                                                     | Blohm (4)                                            | Günter Schütter                                                                            | Dror Zahavi                                 | |
| 419 | Böse geboren                                | NDR                                  | 25. Mai 2025  | König und Böwe                                            | König (29), Böwe (5)                                 | Elke Schuch, Catharina Junk                                                                | Alexander Dierbach                          | |
| 420 | Spiel gegen den Ball                        | RBB                                  | 22. Juni 2025 | Ross und Luschke                                          | Ross (6), Luschke (4)                                | Michael Fetter Nathansky, Daniel Bickermann, Christian Werner                              | Christian Werner                            | |

## Noch nicht ausgestrahlte Folgen
| Nr. | Titel              | Sender | Geplante Erstausstr. | Ermittler      | Fall                 | Autor          | Regie           | Besonderheiten                                                                |
| --- | ------------------ | ------ | -------------------- | -------------- | -------------------- | -------------- | --------------- | ----------------------------------------------------------------------------- |
| 421 | Sie sind unter uns | MDR    | 21. Sep. 2025        | Brasch         | Brasch (21)          | Jan Braren     | Esther Bialas   |                                                                               |
|     | Tu es!             | NDR    |                      | König und Böwe | König (30), Böwe (6) | Florian Oeller | Max Gleschinski | Die Premiere erfolgte am 25. April 2025 auf dem FiSH Filmfestival in Rostock. |